# Lutherstadt Eisleben

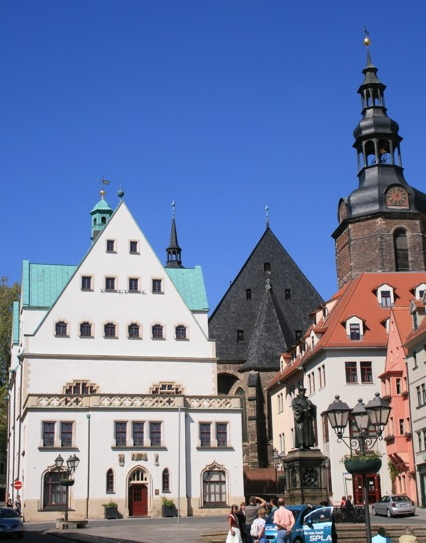
Rathaus und Andreaskirche

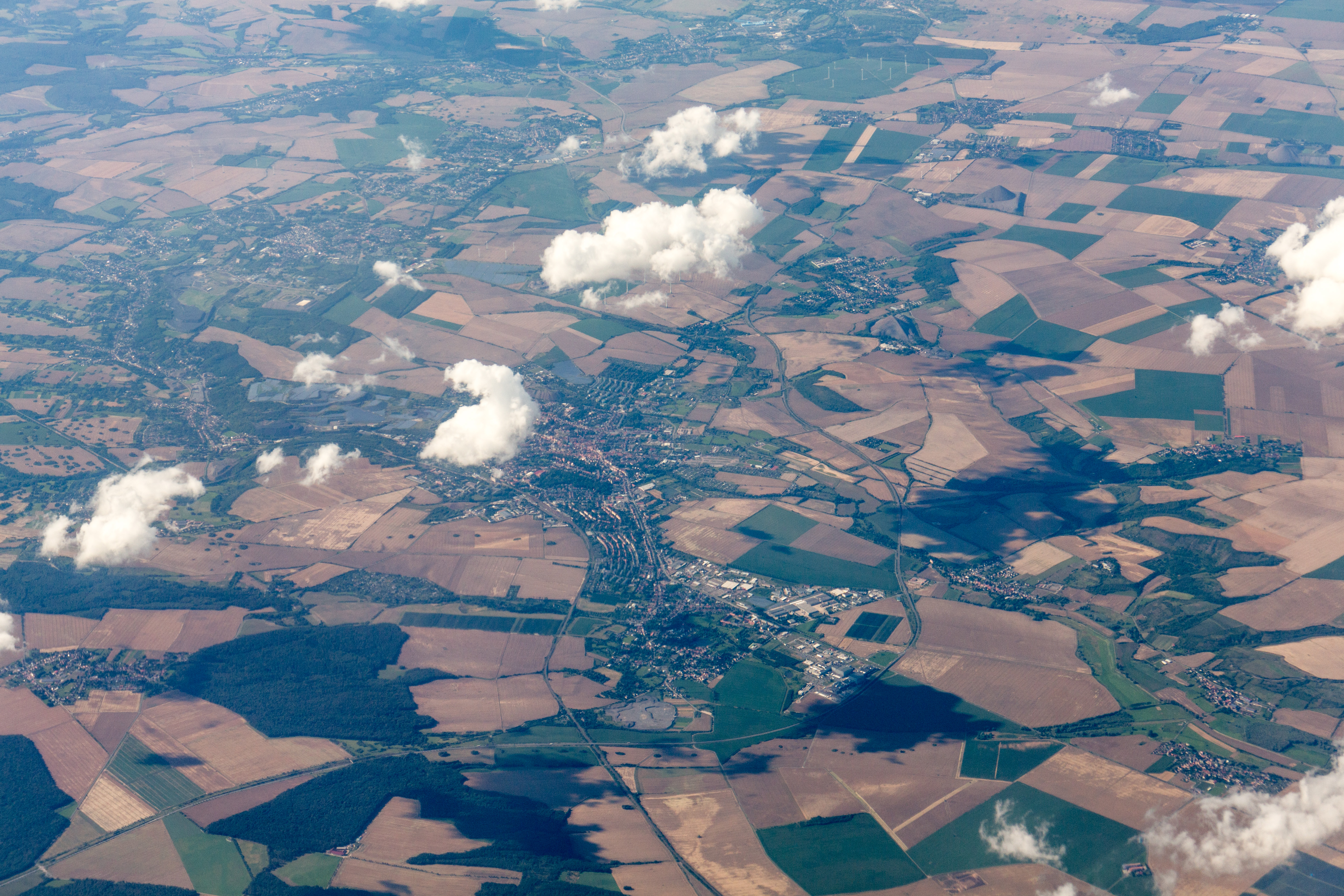
Lutherstadt Eisleben Juli 2015

Lutherstadt Eisleben [ˈa͜isleːbn̩] ist eine Mittelstadt und die zweitgrößte Stadt im Landkreis Mansfeld-Südharz im östlichen Harzvorland in Sachsen-Anhalt. Bekannt ist sie als Geburts- und Sterbeort Martin Luthers. Zu Ehren des größten Sohnes der Stadt führt Eisleben seit 1946 den Beinamen „Lutherstadt“. Die Luthergedenkstätten in Eisleben und Wittenberg zählen seit 1996 zum UNESCO-Welterbe. Eisleben gehört dem Bund der Lutherstädte an. Die Lutherstätten in Eisleben und Wittenberg wurden zur Stiftung Luthergedenkstätten in Sachsen-Anhalt vereint.
Eisleben erstreckt sich über ein Gebiet von etwa 25 mal 10 Kilometer, da mehrere Umlandgemeinden eingemeindet wurden. Der größte Ortsteil ist Helfta mit dem 1999 revitalisierten Kloster.

## Geografie

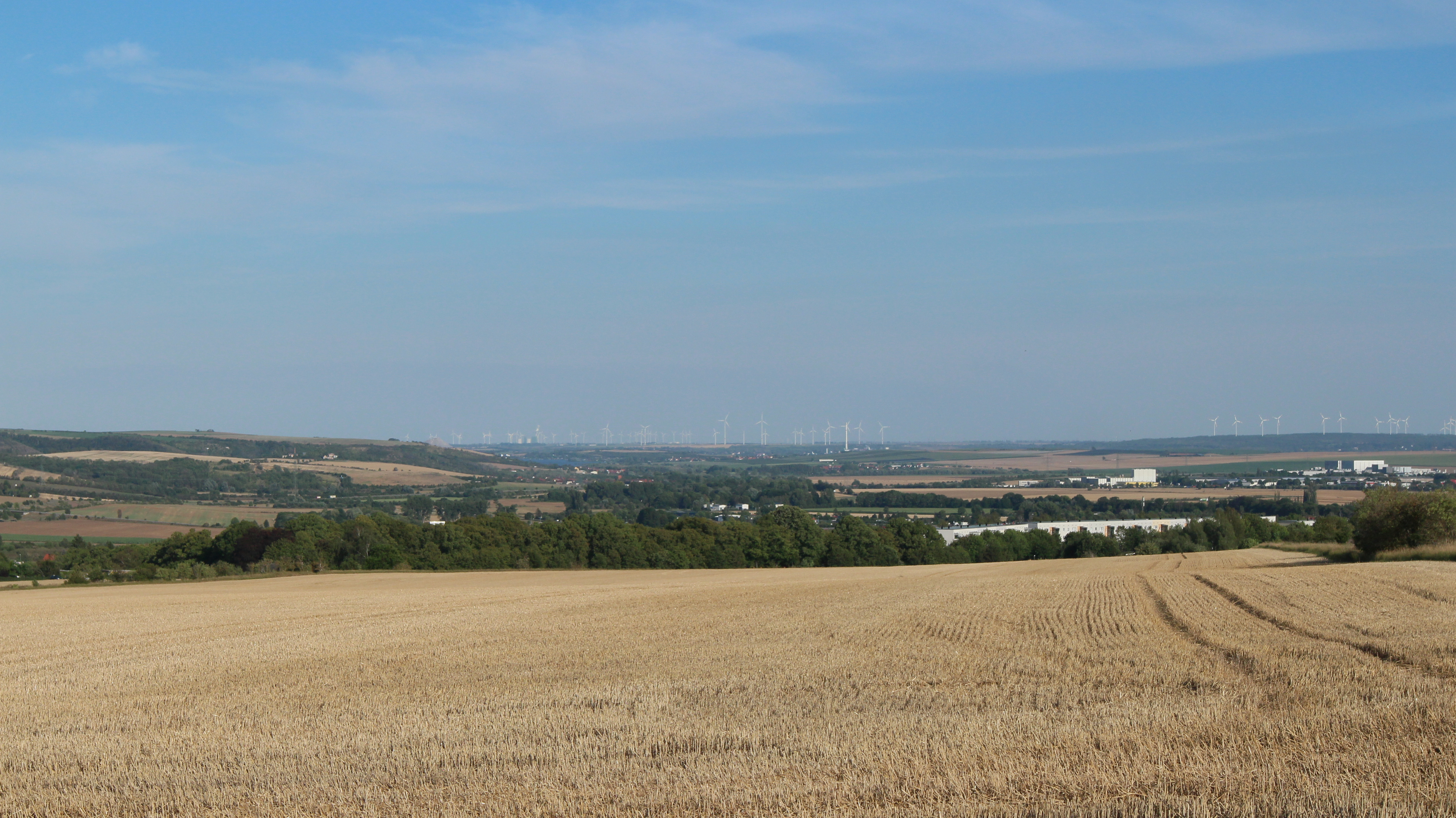
Blick über die Eisleber Niederung

Die Kernstadt liegt 30 km westlich von Halle (Saale) im Mansfelder Land. Morphologisch befindet sich Eisleben in einer langgezogenen Tieflandzunge, der sogenannten Eislebener Niederung im südöstlichen Bereich des Landkreises. Das von der Bösen Sieben durchflossene Stadtgebiet ist geprägt von landwirtschaftlich genutzten Flächen. Zwischen Unter- und Oberrißdorf steigt die Landschaft zur Höhenlage der Mansfelder Platte auf, das Stadtgebiet bedeckt den Hauptteil dieser Landschaft. Der südliche Teil des Stadtgebietes wird vom bewaldeten Höhenzug Hornburger Sattel durchzogen, der südlichste Stadtteil Osterhausen liegt fast schon im Helmetal.

### Nachbargemeinden
Nachbargemeinden sind Gerbstedt im Norden, Seegebiet Mansfelder Land im Osten, Farnstädt und Querfurt (beide Saalekreis) im Süden, und Allstedt, Bornstedt, Wimmelburg, Hergisdorf, Helbra und Klostermansfeld im Westen.

### Stadtgliederung
Lutherstadt Eisleben gliedert sich in eine Kernstadt sowie 11 eingemeindete Ortschaften. Die Mehrheit der Bevölkerung lebt dabei in der Kernstadt sowie in der unmittelbar südöstlich angrenzenden Ortschaft Helfta.

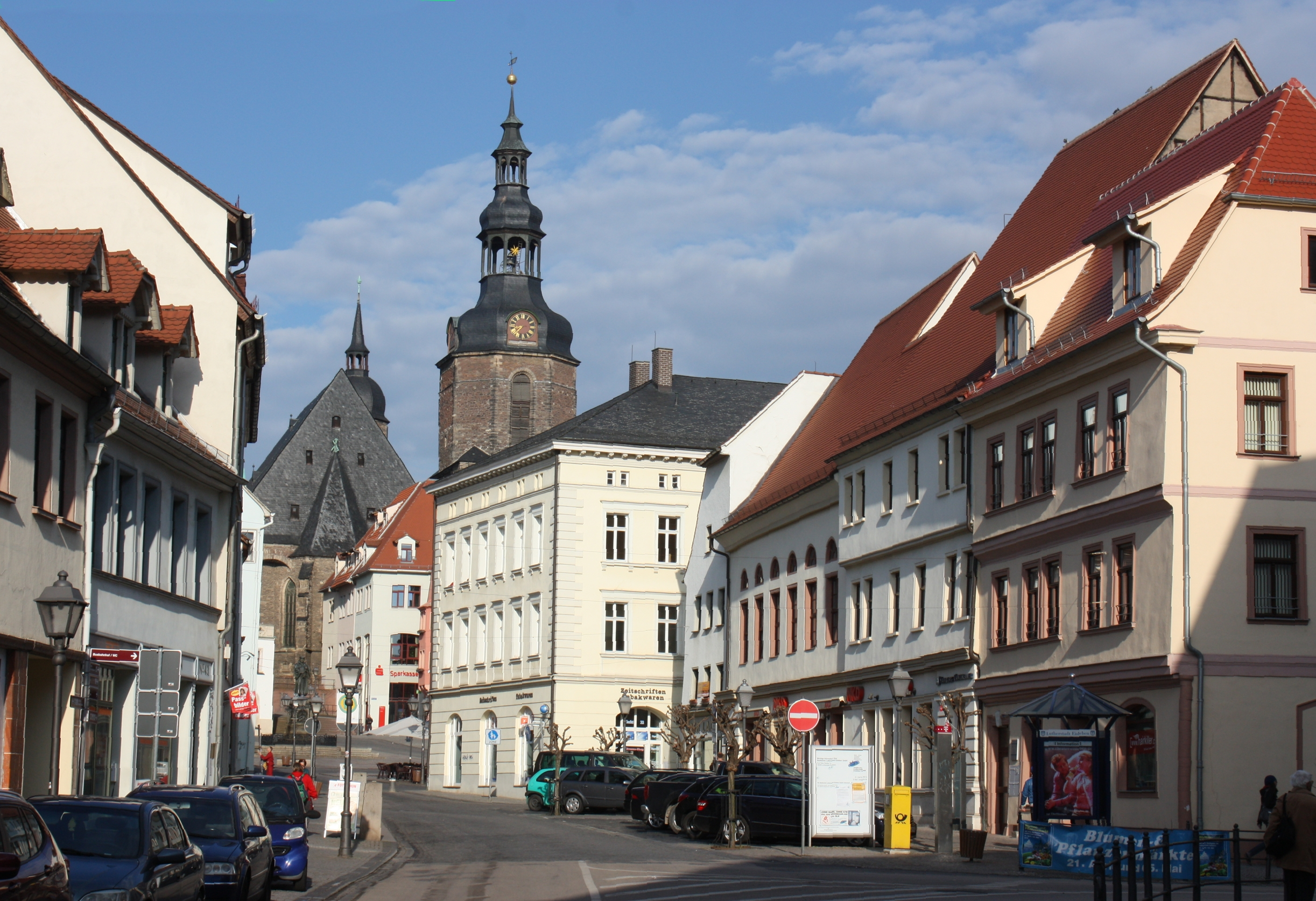
Andreaskirche und Marktviertel Eislebens

Die Kernstadt besteht aus verschiedenen Siedlungen, den sog. Stadtvierteln. Diese entstanden zu unterschiedlichen Zeiten. Die Altstadt von Eisleben besteht dabei in ihrer Mitte aus dem Marktviertel, das auch nach der Stadtkirche St. Andreas Viertel genannt wird. Es wird umschlossen vom Nikolaiviertel im Norden, vom Petriviertel im Südosten und vom sog. Neuen Dorf im Westen. Letzteres ist nicht zu verwechseln mit der um 1511 angelegten Neustadt von Eisleben. Diese liegt aus dem Areal bei der Breiten Straße und der Kirche St. Annen und befindet sich westlich des Neuen Dorfes an die Altstadt angrenzend. Nördlich der Altstadt von Eisleben schließen sich die Vorstädte Nußbreite und Freistraßenviertel an, südlich die Siebenhitze und südöstlich das Parkviertel.
Die jüngsten Stadterweiterungen entstanden in der DDR mit den Großwohnsiedlungen Ernst-Thälmann-Siedlung und Wilhelm-Pieck-Siedlung sowie Helbraer Straße. Weiterhin gehören die bereits in der umgebenden Landschaft liegenden Wohnorte Neckendorf und Oberhütte zur Kernstadt.
In der Eisleber Niederung im Osten sowie auf den angrenzenden Höhenlagen der Mansfelder Platte sowie im und südlich des Hornburger Sattels liegen die eingemeindeten Ortschaften Eislebens (siehe Tabelle).
| Ortschaft        | Einwohner  | Eingemeindung  | Die Ortsteile von Eisleben |
| ---------------- | ---------- | -------------- | -------------------------- |
| Helfta           | etwa 6.000 | 1. Januar 1960 | Die Ortsteile von Eisleben |
| Volkstedt        | 1.271      | 1. Januar 2004 | Die Ortsteile von Eisleben |
| Rothenschirmbach | 672        | 1. Januar 2005 | Die Ortsteile von Eisleben |
| Wolferode        | 1.309      | 1. Januar 2005 | Die Ortsteile von Eisleben |
| Polleben         | 1.079      | 1. Januar 2006 | Die Ortsteile von Eisleben |
| Unterrißdorf     | 461        | 1. Januar 2006 | Die Ortsteile von Eisleben |
| Bischofrode      | 693        | 1. Januar 2009 | Die Ortsteile von Eisleben |
| Osterhausen      | 1.031      | 1. Januar 2009 | Die Ortsteile von Eisleben |
| Schmalzerode     | 288        | 1. Januar 2009 | Die Ortsteile von Eisleben |
| Hedersleben      | 755        | 1. Januar 2010 | Die Ortsteile von Eisleben |
| Oberrißdorf      | etwa 200   | 1. Januar 2010 | Die Ortsteile von Eisleben |
| Burgsdorf        | 196        | 1. Januar 2010 | Die Ortsteile von Eisleben |

### Gewässer

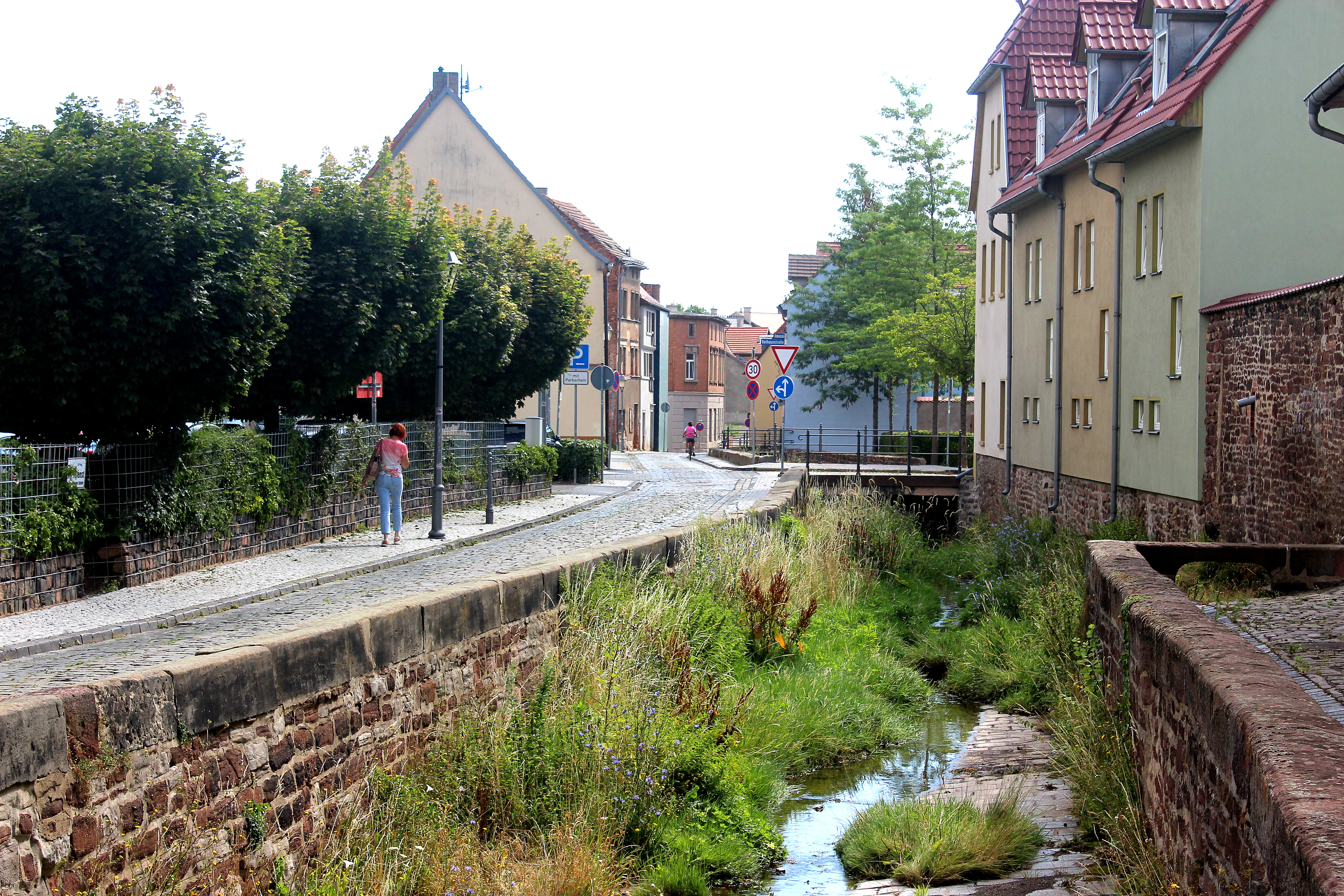
Böse Sieben

Im Stadtgebiet fließen mehrere Bäche, in der Kernstadt zum Beispiel die Böse Sieben. Sie entsteht als Zusammenfluss von sieben Bächen aus dem Vorharz und wird als böse benannt, weil ihr Hochwasser früher besonders verheerend war. Die Böse Sieben fließt in Richtung Osten zum Süßen See ab. Ein weiteres Flüsschen ist die Schlenze im Norden, sie entspringt in Polleben und fließt dann in Richtung Nordosten zur Saale ab. Auch die Schlenze kann bei Hochwasser stark ansteigen. Als kleinere Bäche zu nennen sind die Glume, die südlich von Helbra entspringt und östlich von Eisleben in die Böse Sieben mündet, und die Laweke, die im Stadtteil Hedersleben entspringt und dann nach Osten abfließt. Landschaftlich schön ist das Tal des Hegebornbaches südlich von Volkstedt, dieser Bach entspringt westlich von Volkstedt, fließt dann durch das Dorf und mündet dann östlich von Eisleben in die Glume. Wichtigstes Gewässer im Süden ist die Rohne, die bei Bornstedt beginnt und den Ortsteil Osterhausen durchfließt.

### Geologie
Lutherstadt Eisleben liegt in der regionalgeologischen Einheit der Mansfelder Mulde. Diese wird im Norden von der Halle-Hettstedter Gebirgsbrücke, im Süden vom Hornburger Sattel und im Westen von den Übergangsbereichen zum Harz begrenzt. Die Mansfelder Mulde bildet eine sog. Synklinale, d. h. von außen nach innen beißen fortschreitend jüngere Gesteine aus. Außen liegen dabei die Kalke und Tonsteine des Zechsteins (Perm), weiter innen die Kalksteine, Sandsteine und Tonsteine der triassischen Einheiten Buntsandstein und Muschelkalk. Im noch zu Eisleben gehörenden Hornburger Sattel dagegen beißen vergleichsweise ältere Sandsteine und Konglomerate des Rotliegend aus (das rote Liegende des Zechsteins).
Eisleben liegt dabei innerhalb dieser Mulde in einer durch Subrosion eines unterirdischen Salzdoms entstandenen Niederung. Dieser Salzdom wird dem Perm (Zechstein) zugeordnet und Teutschenthaler Salzsattel genannt. Die zur Entstehung dieser Niederung beitragenden Prozesse dauern bis heute an, weshalb um Eisleben Erdfälle vorkommen können. Im Zentrum der Eisleber Niederung lag in der Vergangenheit eine Kette aus Seen und Sümpfen, die deskriptiv Faulensee genannt wurde. Um diese urbar zu machen, wurden in der Vergangenheit durch von den Landesherren angesiedelten Friesen Drainagen angelegt, sodass bis heute auf ihrem Gebiet Landwirtschaft betrieben wird.

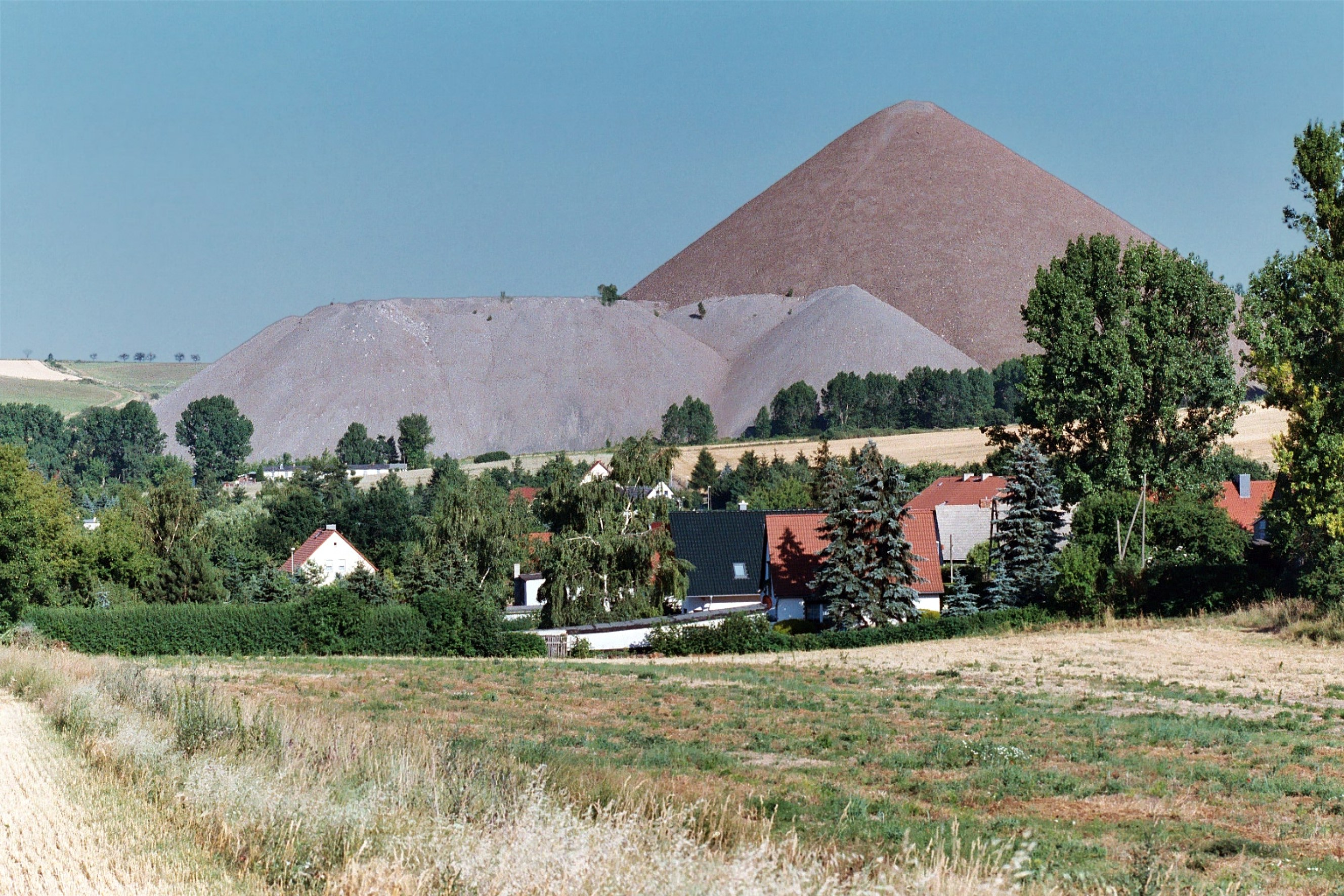
Abraum-Spitzkegelhalde Fortschrittschacht I des späten Kupferschieferbergbaus

Zwei geologische Merkmale waren für die Entstehung Eislebens von besonderer Bedeutung. Durch den Staueffekt des basalen Zechstein-Tonsteins (genannt Kupferschiefer), entstanden in der Mansfelder Mulde bedeutende Kupfer-, Silber- und weitere Metall-Sulfid-Lagerstätten, die im sog. Mansfelder Revier, seit dem Jahre 1200 urkundlich belegt, bis 1960 abgebaut wurden und der Region in der Vergangenheit einen starken Wohlstand brachten. Als Zeugen dieses Abbaus stehen viele kleinere und mittelgroße Halden um Eisleben herum sowie drei über 100 m hohe Spitzkegelhalden, von denen der Fortschrittschacht I gut von Eisleben aus sichtbar ist (siehe Pyramiden des Mansfelder Landes). Die zweite geologische Eigenschaft für eine günstige Entwicklung Eislebens sind die pleistozänen Lößböden und Schwarzerden, die im gesamten Mansfelder Land weit verbreitet und äußerst günstig für den Anbau landwirtschaftlicher Nutzpflanzen sind.
Das gesamte Stadtgebiet Eislebens zählt nach Angaben des Ministeriums für Wissenschaft, Energie, Klimaschutz und Umwelt in Sachsen-Anhalt als Radon-Vorsorgegebiet. Zum Schutz der Bevölkerung vor diesem radioaktiven Edelgas, das dort aus natürlichen Gründen den Untergrund verlässt, sind nach § 121 Strahlenschutzgesetz in Kellerräumen und Arbeitsräumen im Erdgeschoss seit dem 31. Dezember 2020 Schutzmaßnahmen gesetzlich vorgeschrieben.

## Geschichte

### Vorgeschichte
Die Eisleber Niederung wurde wie weite Teile Mitteleuropas seit vielen Jahrtausenden von wechselnden Kulturen besiedelt. Aus dieser Frühgeschichte sind jedoch nur archäologische Funde überliefert. So gibt es im Stadtgebiet von Eisleben Grabhügel aus dem Neolithikum wie den Fahnenhügel. Bei Bauprojekten in der Kernstadt Eislebens wurden außerdem mehrmals bronzezeitliche bis früheisenzeitliche Siedlungsgruben gefunden.

### Zeit der Völkerwanderungen
Im 3. bis 5. Jahrhundert, der Zeit der Völkerwanderungen, zogen suebische Stämme, Angeln und Warnen aus dem Raum Holstein, Schleswig und Mecklenburg nach Süden. Westlich von Elbe und Saale bis nach Thüringen hinein lässt sich dieser Weg an den Endungen der Ortsnamen „-leben“ nachvollziehen. So entstanden beispielsweise zwischen Haldensleben und Erfurt etwa 100 Städte und Dörfer mit dieser Endung im Ortsnamen. Nach Hermann Größler bedeutet das Wort „Leben“ in diesem Zusammenhang Erbe oder Erbgut. Der vordere Teil dieser Ortsnamen bezieht sich auf die Sippe der Grundherren.
Im 5. Jahrhundert hatten sich die Einwanderer mit den ansässigen Hermunduren vermischt und gehörten zum Reich der Thüringer, das 531 durch die Franken beendet wurde. Nordthüringen wurde in der Folge der Niederwerfung durch Sachsen besiedelt. Im weiteren Verlauf der Geschichte siedelten fränkische Könige in einigen Regionen schwäbische, hessische und friesische Bauern an. Es entstanden Gaubezeichnungen wie Schwabengau, Hassegau und Friesenfeld.

### Mittelalter

#### Wasserburg am Faulen See
Im 9. und 10. Jahrhundert entstand am Westufer des so genannten „Faulen Sees“ eine Wasserburg. Am 23. November 994 wird Eisleben in einer Urkunde des späteren Kaisers Otto III. als einer von sechs Orten genannt, die bereits früher Marktprivilegien einschließlich Münz- und Zollrecht erhalten hatten. Der Marktflecken, der sich an der Kreuzung zweier Handelsstraßen und im Schutz der königlichen Wasserburg entwickelte, war königliches Tafelgut, in dem die Abgaben aus den umliegenden Dörfern entgegengenommen wurden.

#### Knoblauchkönig

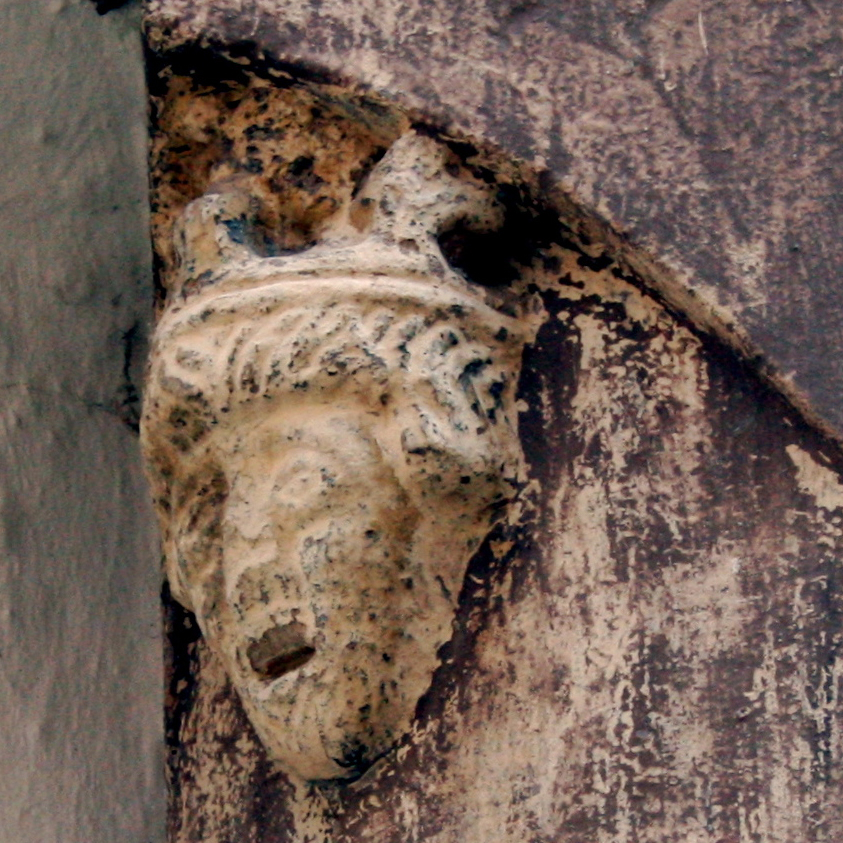
Knoblauchkönig

1081 bestätigten die sächsischen Fürsten in Eisleben die Wahl Hermanns von Luxemburg (1053–1088), des Grafen von Salm, zum Gegenkönig zu Heinrich IV., während jener sich in Italien aufhielt. Hermann residierte in der Eisleber Wasserburg und wurde von Heinrichs Truppen aus Friesland belagert. Der Graf Ernst von Mansfeld kam zu Hilfe und schlug die Friesen. Das Schlachtfeld nannte man lange Zeit Friesenstraße, heute Freistraße. Nachdem Hermann bis 1084 nicht ausreichend Unterstützung zur Durchsetzung seines Thronanspruchs sammeln konnte, verließ er die Stadt. Da vor den Mauern der Burg damals viel Knoblauch gewachsen sein soll, nannte man ihn den „Knoblauch(s)könig“. An der Nordwand des Rathauses befindet sich eine Sandsteinplastik, die nach der Überlieferung den König darstellt. Heute ist er eine Imagefigur der Tourismuswerbung.

#### Erste urkundliche Erwähnung als Stadt
Im Jahr 1069 erhielt das Geschlecht der Mansfelder, das seine Stammburg in Mansfeld hatte, von Kaiser Heinrich IV. das Gaugrafenamt. Eisleben entwickelte sich bald zur Hauptstadt dieser Grafschaft. Ab 1121 setzten die Grafen von Mansfeld einen Stadtvogt für die Regierung der Stadt ein. Erst ab 1809 hatte Eisleben einen selbstständigen Bürgermeister, der nicht von der Obrigkeit eingesetzt worden war. Um 1150 begann die Trockenlegung des „Faulen Sees“, eines Feuchtgebietes am östlichen Rand des Siedlungsgebietes. Bischof Wichmann von Magdeburg hatte Friesen und Flamen für den Bau von Entwässerungsgräben und Dämmen herbeigerufen, die im späteren Nicolaiviertel angesiedelt wurden. Die Spuren sind noch heute anhand vieler Gräben und Dämme, beispielsweise an der Landwehr, abzulesen.
In der Mitte des 12. Jahrhunderts begann man mit dem Bau der ersten Stadtmauer, die den Markt und die umliegenden Gassen umfasste. Die Mauer wurde von den Stadtbürgern errichtet, und jede Handwerkszunft war für die Erhaltung und Verteidigung eines Abschnittes verantwortlich. Die Bewachung der Tore oblag den von der Stadt besoldeten Stadtknechten. Diese Mauer umgab nur den Markt und einige umliegende Gassen.
Im Jahre 1180 wurde Eisleben als Stadt (Civitas) mit zwölf Ratsmännern (Consules) unter Leitung des Stadtvogts erstmals urkundlich erwähnt. Die Stadtbürger waren den Grafen von Mansfeld abgabepflichtig, der Stadt oblag die niedere Gerichtsbarkeit. Die älteste bekannte Prägung der Eisleber Münze stammt aus dem Jahre 1183. Es gab die beiden Pfarreien St. Andreas und St. Gotthard.

#### Ursprung des Kupferschieferbergbaus

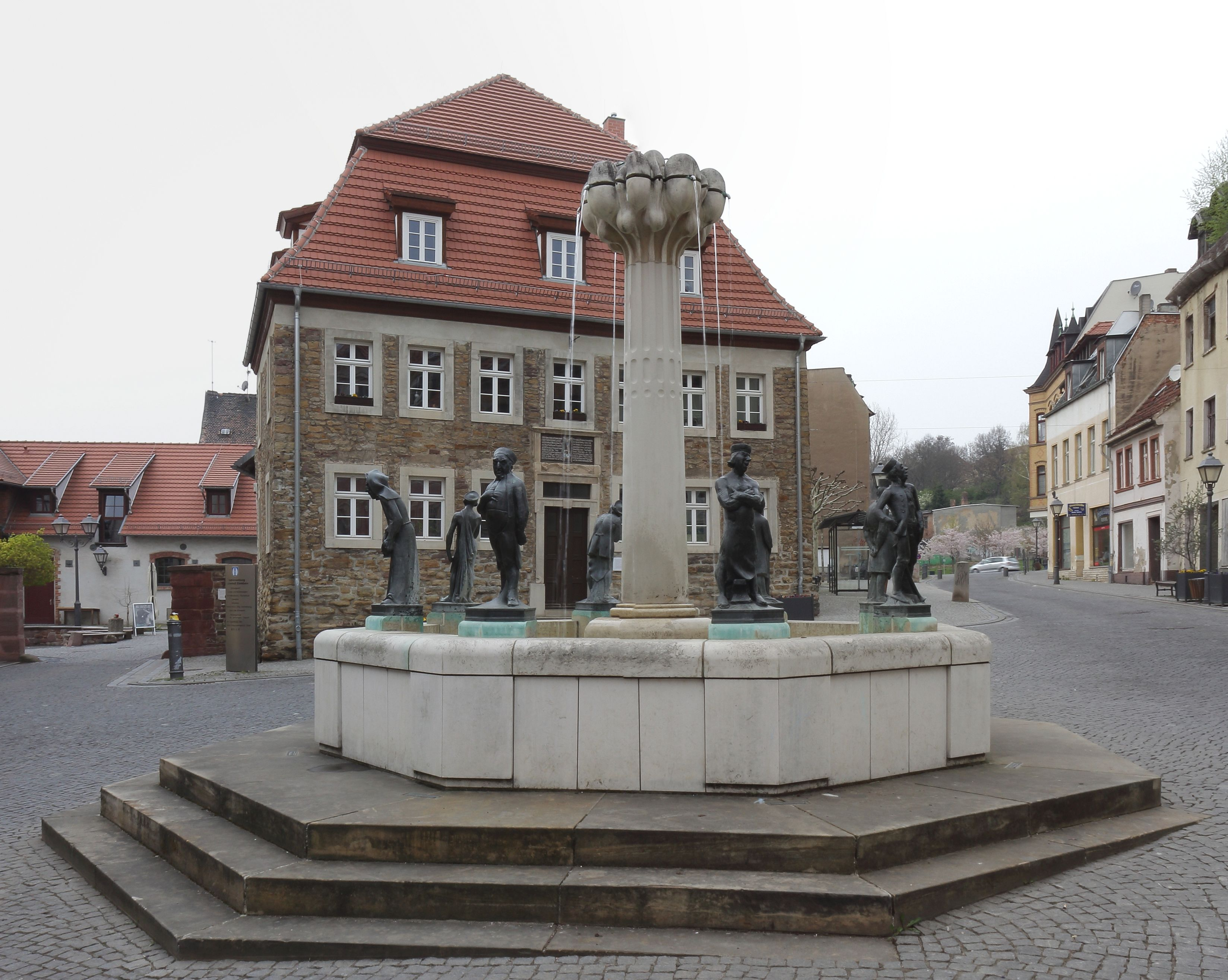
Knappenbrunnen

Um das Jahr 1200 wurde am Kupferberg in Hettstedt erstmals ein Kupfererzvorkommen aufgeschlossen; der Sage nach von den Bergknappen Nappian und Neucke, die bis heute die Symbolfiguren des Mansfelder Bergbaus sind. Anfangs schürften die Bauern noch auf ihrem eigenen Land, doch bald entwickelte sich daraus ein Gewerbe. Das Bergrecht (Bergregal) verlieh Kaiser Friedrich II. den Mansfelder Grafen 1215; 1364 wurde es durch Karl IV. bestätigt. Der Bergbau veränderte die wirtschaftliche Struktur und wurde zur Grundlage für den Reichtum sowohl der Grafen als auch der Stadt.

#### Kloster Helfta

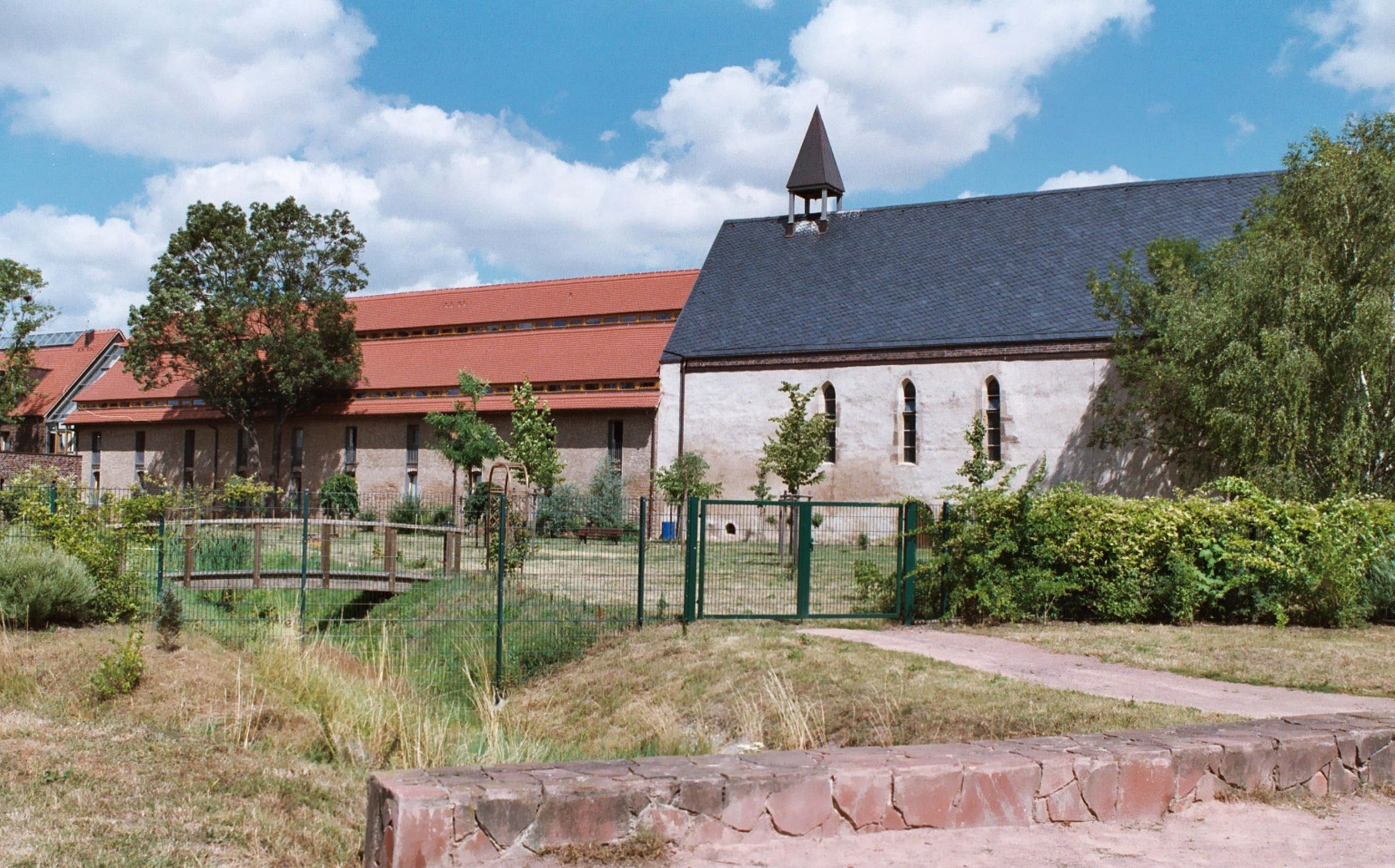
Kloster

Das Zisterzienserinnen-Kloster St. Maria wurde durch den Mansfelder Grafen Burchard I. im Jahre 1229 gegründet und zunächst in der Nähe der Burg Mansfeld errichtet. Dazu gehörte auch das Katharinenhospital in Eisleben. Im Jahre 1234 wurde das Kloster von der Witwe Graf Burchards nach der jetzigen Wüstung Rossdorf (nordwestlich Eislebens, nahe dem Katharinenhölzchen, 1229 Rodhersdorf geschrieben, letztmals 1579 als Rostdorff erwähnt) verlegt, dessen nahe Lage zur Burg Mansfeld freilich nicht klug gewählt war. Doch auch Rossdorf erwies sich aufgrund großen Wassermangels als ungünstiger Ort.
1258 verlegte man das Kloster auf Betreiben der Äbtissin Gertrud von Hackeborn nach Helfta, einem heutigen Ortsteil von Eisleben. Die Äbtissin hatte das Stück Land in Helfta ihren Brüdern Albrecht und Ludwig abgekauft, die Burg und Herrschaft zu Helfta innehatten. Schon 1284 wurde das Kloster Helfta jedoch von Gebhard von Querfurt geplündert.

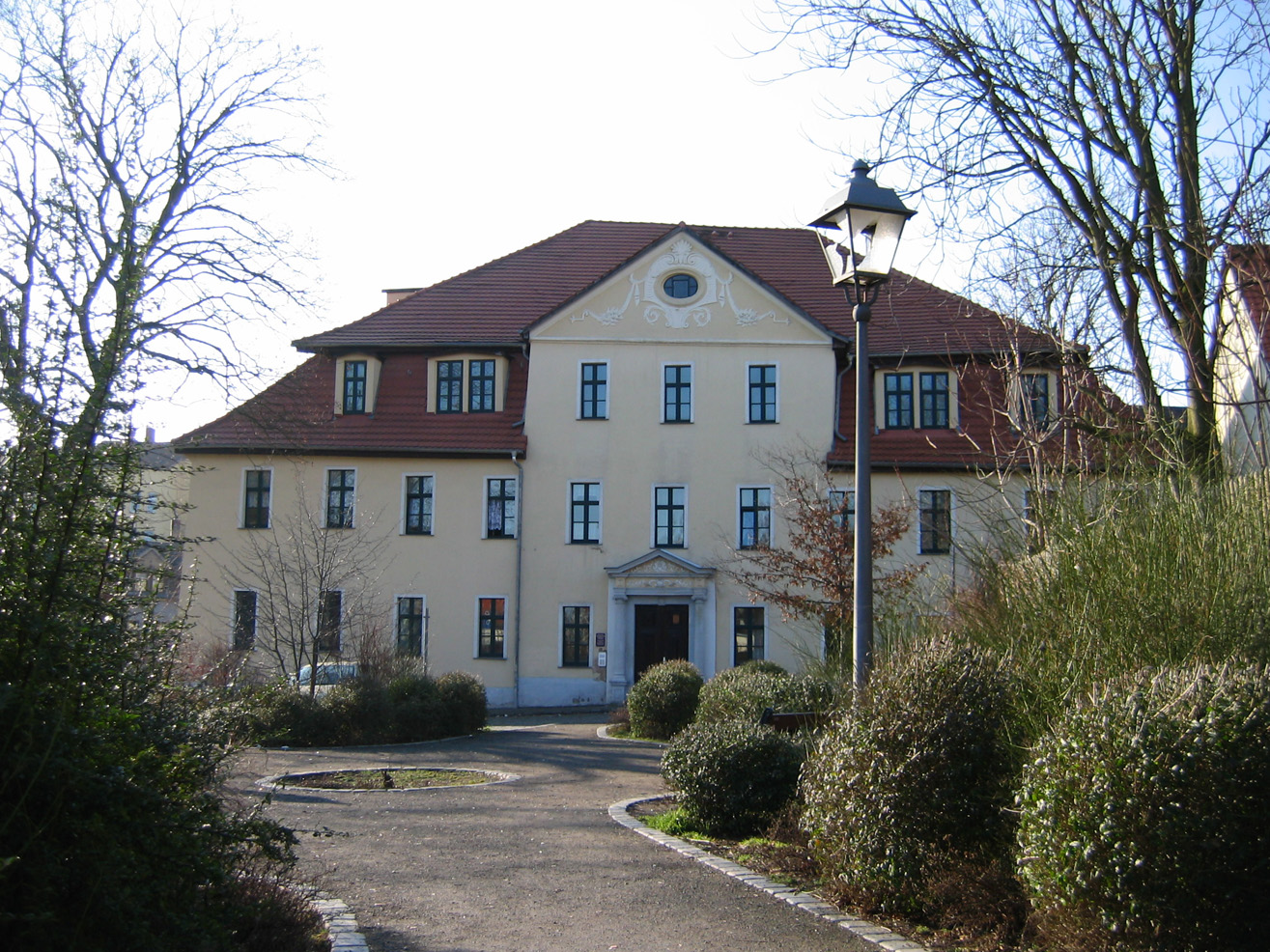
Haus des Verwalters des Katharinenstiftgutes

Während der erfolglosen Belagerung der Stadt durch den Herzog von Braunschweig im Jahre 1342 wurden die umliegenden Dörfer und damit auch das Kloster zerstört. Anschließend begann man mit der fünften Erweiterung der Stadtmauer. Das Kloster wurde an den Rand der Stadtbefestigung an den heutigen Klosterplatz in Eisleben verlegt. Doch auch dies sollte nicht die letzte Wanderung des Konvents sein, denn im Jahre 1525 wurde das Kloster Neuen Helfta im Bauernkrieg durch die aufrührerischen Bauern verwüstet, woraufhin die Abtissin Katharina von Watzdorf und die Nonnen zunächst nach Halle flüchteten, ehe sie auf Befehl des Kaisers Karl V. nach Mähren gesandt wurden, um dort ein verlassenes Kloster wieder einzurichten. Doch schon im selben Jahre kehrten sie auf Bestreben des Grafen Hoyer, der das Kloster wieder herrichten ließ, nach Alt-Helfta zurück. Die Nonnen hatten jedoch auch dort wiederum keine dauerhafte Bleibe.
Die Reformation erzwang 1542 die Einführung des protestantischen Gottesdienstes. Als alle Bemühungen, die Frauen unter der letzten Äbtissin Walburga Reubers zum Protestantismus zu bekehren, gescheitert waren, wurde das Kloster unter dem protestantisch gewordenen Grafen Georg von Mansfeld-Eisleben 1546 aufgelöst. Die Nonnen zogen fort. Die letzte urkundliche Erwähnung des Klosters trägt das Datum vom 19. Juni 1542. Viele Bauern aus den zerstörten Dörfern siedelten nun, mit Erlaubnis des Grafen, südlich der Stadtmauer, jenseits der Bösen Sieben (damals noch Willerbach). In der Rammtorstraße stehen heute die typischen Ackerbürgerhäuser.
Das Kloster verfiel in der Folge und wurde in DDR-Zeiten als Lagerhalle verwendet. Sein Wiederaufbau begann 1998, nachdem sich einige Initiativen unter dem Kunstlehrer Joachim Herrmann seit 1988 dafür eingesetzt hatten. Die Zisterzienserinnen betreiben heute auch ein Gäste- und Bildungshaus.

#### Aufbau und Stadtbrand von 1498
Es folgte ein Jahrhundert des steten Aufschwunges. Während der Halberstädter Bischofsfehde bewährte sich 1362 die Stadtbefestigung gegen die Belagerer. 1371 wurde das Heilig-Geist-Stift erstmals urkundlich erwähnt und 1408 ein erstes Rathaus aus Stein. 1462 wurde der Chor der St.-Nicolai-Kirche eingeweiht, die man auf den Grundmauern der Gotthardkirche errichtet hatte. 1433 wurde ein Kauf- und Gewandhaus mit Waage auf dem Marktplatz erwähnt (siehe Alte Waage (Eisleben)); der Standort entspricht dem Haus Markt 22. Im Jahr 1440 zählte die Stadt 530 Hausbesitzer und an die 4000 Einwohner. Mit dem Bau der Türme für St. Petri-Pauli begann man 1447, für die Nicolaikirche und die Andreaskirche 1462.
1454 erwarb der Rat der Stadt von den Grafen von Mansfeld die Niedergerichte innerhalb der „Versteinung“ (der durch Grenzsteine markierten Grenze) als Pfand für 900 Rheinische Gulden. Die Grafen konnten das Pfand nie wieder einlösen.

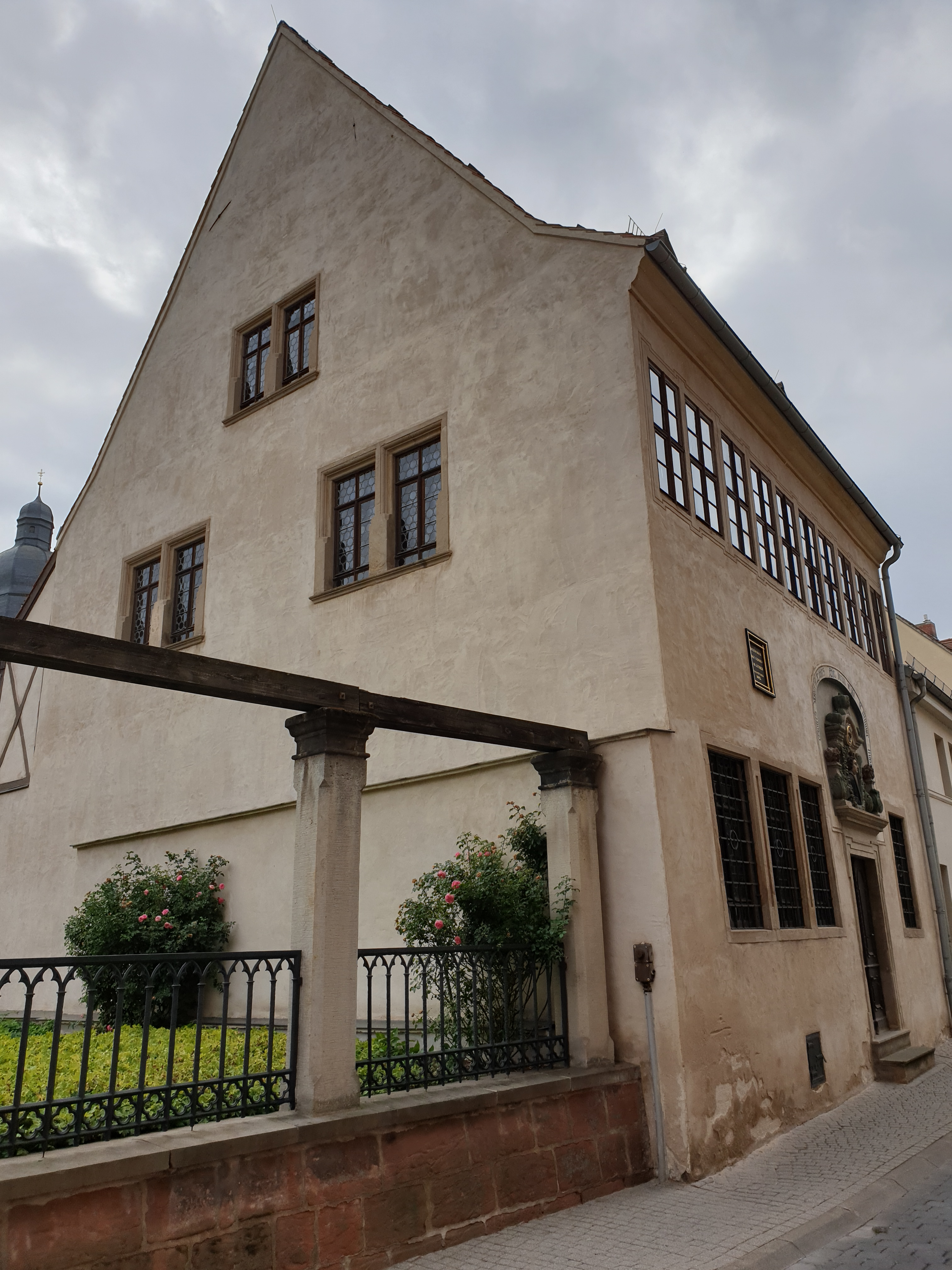
Luthers Geburtshaus

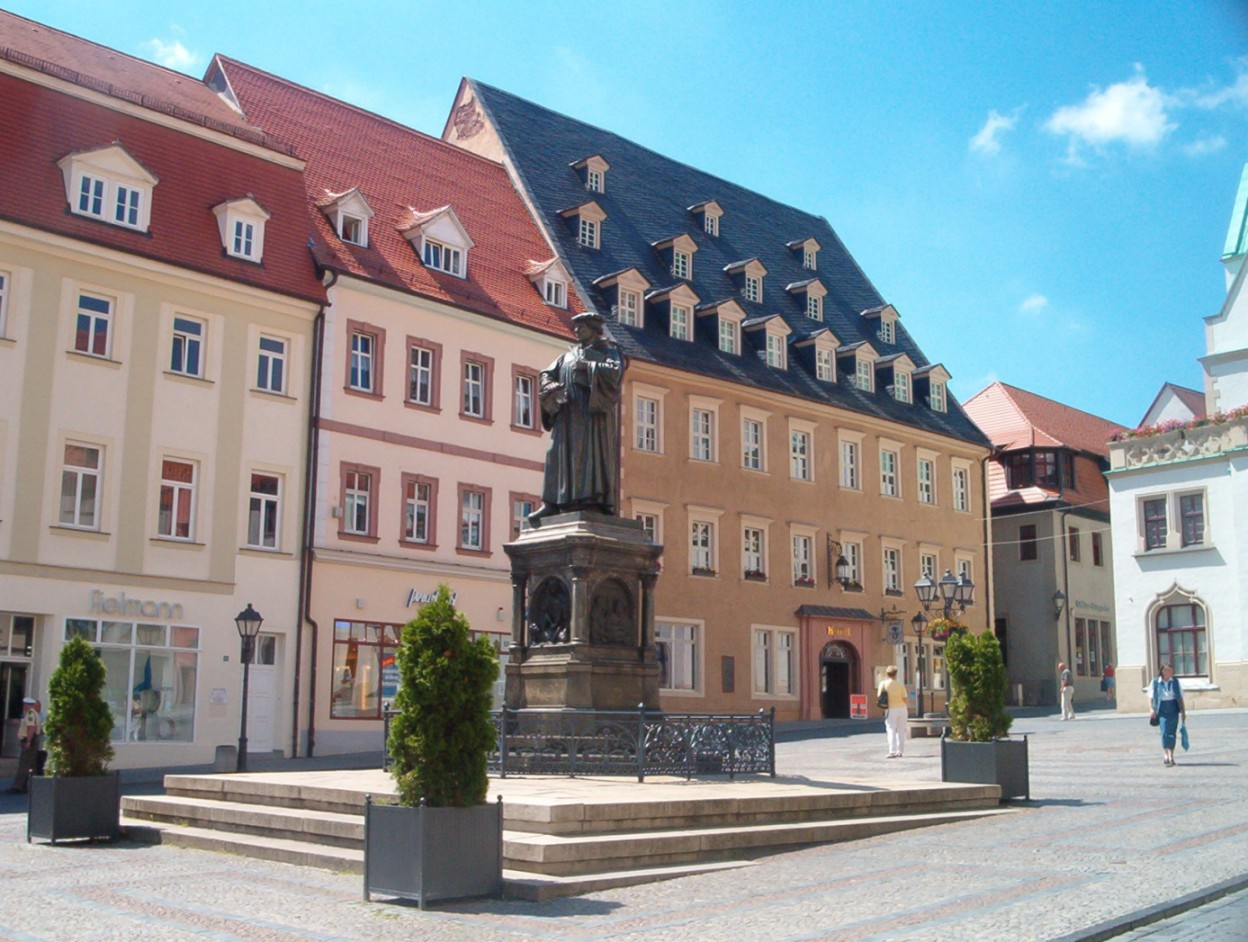
Lutherdenkmal

Am 10. November 1483 wurde Martin Luther in der Langen Gasse (Vorstadt Brückenviertel, trans aquam), der heutigen Lutherstraße, geboren. Am folgenden Tag, dem Martinstag, taufte man ihn in der Kirche St.-Petri-Pauli. Die Familie Luther blieb nur bis zum Frühjahr 1484 in Eisleben. Durch die Taufe blieb Luther aber sein Leben lang mit der Stadt verbunden. Stadtverwaltung und Tourismus bemühen sich in den letzten Jahren, diese Verknüpfung verstärkt herauszuarbeiten; das galt besonders für 2017, das Jubiläumsjahr der Reformation.
Zwischen 1480 und 1520 wurde eine zweite Stadtmauer gebaut. Dabei kamen die Vororte Petriviertel (Bauern), Nicolaiviertel (Friesen) und Nußbreite (Bergleute) in die Stadt. 1498 verwüstete ein verheerender Brand die Stadt innerhalb des ersten Mauerringes. Neben den vielen Wohnhäusern brannte auch das Rathaus ab, die St. Andreaskirche wurde beschädigt. Nur durch eine fünfjährige Steuerbefreiung durch die Mansfelder Grafen konnte eine einschneidende Bevölkerungsabwanderung abgewendet werden.

### Renaissance

#### Wiederaufbau der Altstadt unter Einbeziehung der Vorstädte
Nach dem verheerenden Stadtbrand von 1498 innerhalb der ältesten Stadtmauer (Andreas-/Marktviertel) wurde auf der Grundlage des Privilegs der Mansfelder Grafen vom 17. August 1498 mit dem Wiederaufbau begonnen. Dieser erfolgte zunächst vergleichsweise zügig, wobei in einer ersten Phase auf spätgotische Architekturelemente zurückgegriffen wurde. Für die Einbeziehung der Vorstädte in den erweiterten Mauerring und die Wasserversorgung erwies es sich als förderlich, dass 1480–1566, als die Magdeburger Erzbischöfe zugleich Administratoren von Halberstadt waren, die Mansfelder Grafen für Marktviertel (Bistum Halberstadt) und Vorstädte (Erzbistum Magdeburg) nur eine Person als Lehnsherren hatten. 1520–1540 wurde in Eisleben und der Grafschaft Mansfeld in mehreren Schritten die Reformation durchgeführt, unter anderem 1525 unter Agricola eine evangelische Knabenschule gegründet, die zum Vorläufer der gemäß dem Lutherischen Verträge von 1546 eingerichteten Lateinschule (Gymnasium) wurde.
Der Übergang von spätgotischen Bauformen zu solchen der Renaissance ist am Rathaus der Altstadt, dem Stadtsitz Hinterort (1500/1589) und der Ausstattung der St. Andreaskirche zu beobachten. Besonderen Anteil am Wiederaufbau der Stadt hatte Berndinus Blanckenberg (um 1470–1531), der ab 1507 Ratmann, ab 1518 Stadtvogt war; sein 1540 von Hans Schlegel geschaffenes Renaissance-Epitaph befindet sich an der St. Andreaskirche. In der Kirche befindet sich vom selben Künstler die Grabtumba (1541) des Grafen Hoyer VI.
Nach 1530 wurde wegen der Krise des Mansfelder Bergbaus nicht mehr mit der Intensität weiter gebaut wie im ersten Drittel des 16. Jahrhunderts, jedoch folgten 1538/1560 die Errichtung des Campo Santo, 1564 der Bau der Lateinschule, 1566 der Renaissanceturmhaube der St. Peter-Paul-Kirche, 1568 des Ökonomiegebäudes des Katharinenstiftes, 1571–1589 des Neustädter Rathauses und 1585–1608 der Vollendung der Annenkirche zu beobachten.
Nach dem Stadtbrand von 1601, der unter anderem die Renaissance-Wasserburg, den Stadtsitz Mittelort, das Gymnasium, die Waage und zahlreiche Bürgerhäuser zerstörte, konnte kein so beachtlicher Wiederaufbau erfolgen. Das resultierte beispielsweise aus der Sequestration der Mansfelder Grafen 1570, den Permutationsrezessen 1573/1579, in denen Kursachsen von Halberstadt und Magdeburg Eisleben mit seinen Vorstädten ertauschte, den Belastungen des Dreißigjährigen Krieges und dem Niedergang des Bergbaus und des von ihm abhängigen Gewerbe bis zu seiner Freilassung des Bergbaus 1671 durch den sächsischen Kurfürsten. Das alles führte neben den bestehenden aufwändigen Verwaltungsstrukturen (bis 1780 bestand noch zusätzlich eine gräfliche Verwaltung) zu einem wirtschaftlichen Niedergang der Stadt, der bis zum Ende des 18. Jahrhunderts anhielt und auch im Baugeschehen deutlich wurde.

#### Neustadt und Reformation

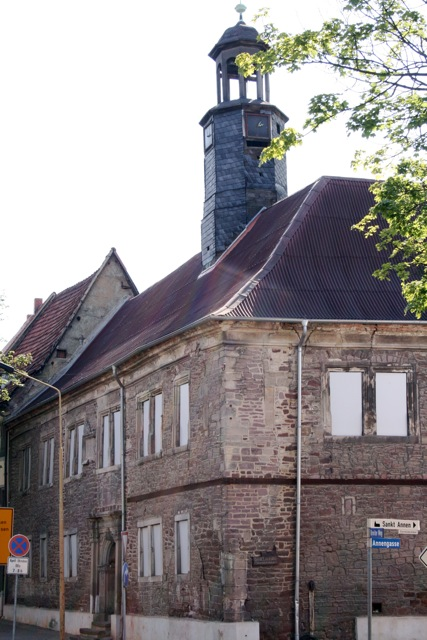
Rathaus Neustadt

1501 spaltete sich das Haus der Grafen von Mansfeld durch Erbteilung in die Familien Mansfeld-Vorderort, Mansfeld-Mittelort und Mansfeld-Hinterort. Anfang des 16. Jahrhunderts baute sich jede dieser Familien in Eisleben eine Stadtresidenz. Graf Albrecht IV. (1480–1560), ein Spross des Zweiges Hinterort, siedelte zur Belebung des Bergbaus westlich der Altstadt Berg- und Hüttenarbeiter aus anderen Gegenden Deutschlands an und verlieh dieser Siedlung ebenfalls das Stadtrecht. Man nannte sie „Neue Stadt bei Eisleben“, heute „Neustadt“ oder „Annenviertel“.
Am heutigen „Breiten Weg“ entstand 1571 bis 1589 das Neustädter Rathaus, in das 1848 das Land- und Stadtgericht einzog und dann bis 1853 das Kreisgericht. Daher wird das Haus auch als das „Alte Gericht“ bezeichnet. 1514 verlangte Kaiser Maximilian I. von Albrecht die Annullierung des Stadtrechtes. Albrecht widersetzte sich aber dieser Forderung und gründete stattdessen das Annenkloster mit Kirche, ein Augustiner-Eremitenkloster, in dem er 1518 mit Luther zusammentraf. 1520 entschied sich der Generalkonvent der Augustiner im Annenkloster für die Lehre Luthers. 1523 löste sich das Kloster auf.
Während die Grafen von Mansfeld-Vorderort an ihrem katholischen Glauben festhielten, schlossen sich die Vertreter der Familie Mansfeld-Hinterort unter Gebhard VII. und vor allem Albrecht VII., der ein enger Freund Luthers war, dem Reformationsgedanken an. 1525 führten sie die evangelische Lehre ein und beschlossen die Gründung einer evangelischen Schule neben der Andreaskirche. Dennoch behandelten sie ihre Untertanen nicht besser oder schlechter als dies ihre katholischen Verwandten taten. Als die Bauernkriege, an denen sich auch viele unzufriedene Bergleute aus Eisleben beteiligten, große Teile der Mansfelder Grafschaft verwüsteten, ließ Albrecht VII. die entbrannten Aufstände blutig und mitleidslos niederschlagen. Die Wirren der Reformationskriege bedingten zum Teil sogar, dass sich verwandte Mansfelder auf unterschiedlichen Seiten als Gegner gegenüberstanden. Während des Bauernkrieges wurde auch das Benediktinerkloster in Holzzelle und das Kloster Helfta verwüstet, die Nonnen wurden vertrieben. 1529 starben hunderte Eisleber an der Pest. Mit dem Grafen Hoyer IV. von Mansfeld-Vorderort starb 1540 einer der einflussreichsten Gegner der Reformation im Mansfelder Land (Grabtumba in der Andreaskirche). Luther persönlich versuchte mehrfach, die Streitigkeiten unter den Grafen – vor allem um die Neustadt – zu schlichten. 1546 kam er zum letzten Mal in die Stadt. Am 16. Februar unterschrieb er zusammen mit Justus Jonas die Stiftungsurkunde für die erste Lateinschule, das heutige Martin-Luther-Gymnasium. Am 18. Februar 1546 starb Martin Luther in Eisleben. Dem Andenken dieses Ereignisses ist das Martin Luthers Sterbehaus gewidmet. Aufgrund seines Engagements für die Reformation verhängte Kaiser Karl V. 1547 die Reichsacht über Graf Albrecht VII. Sie wurde aber 1552 wieder aufgehoben.
1550 forderte eine weitere Pestepidemie etwa 1500 Tote. Viele Bergleute verließen die Stadt, sodass 1554 ein Teil der Schächte geschlossen werden musste. Lohnsenkungen verursachten Unruhen und Arbeitsniederlegung. 1562 brannte die Katharinenkirche ab und wurde nicht wieder aufgebaut. Der sächsische Kurfürst August erwirkte 1567 die Schließung einer Eisleber Druckerei, die eine Schrift gegen seine Prediger gedruckt hatte, und die Festnahme des Druckers. Die zahlreichen Erbteilungen, maßlose Ausgaben und die schlechte wirtschaftliche Situation führten 1570 zum Bankrott der Mansfelder Grafen. Sie verloren die Hoheitsrechte an Sachsen, das einen Oberaufseher nach Eisleben entsandte. Aufgrund des Mangels an Arbeitskräften im Bergbau wurde die Abwanderung unter Strafe gestellt.

### 17. und 18. Jahrhundert

#### Stadtbrände, Pest und Dreißigjähriger Krieg

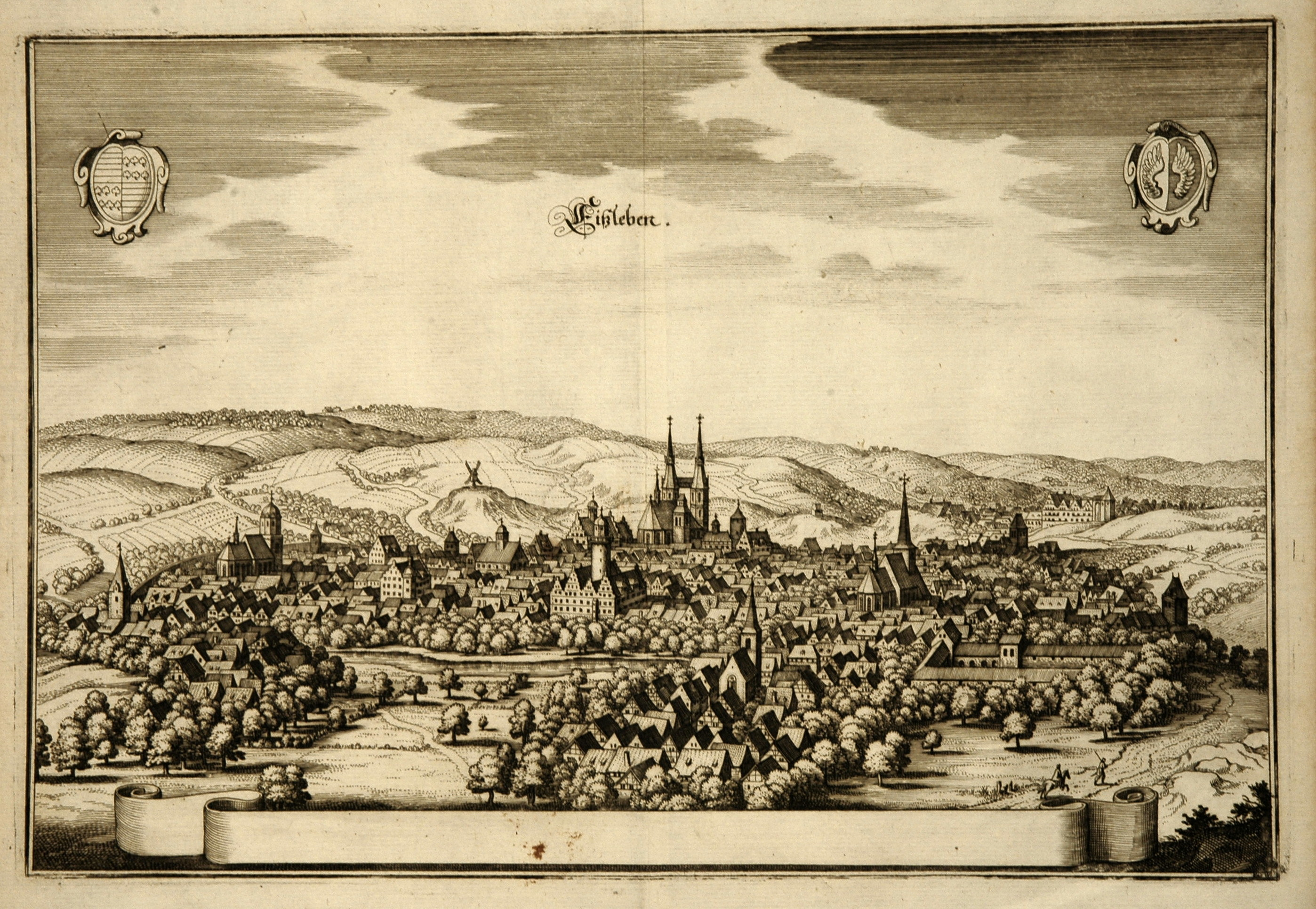
Eisleben vor dem Stadtbrand von 1689, Matthäus Merian 1647

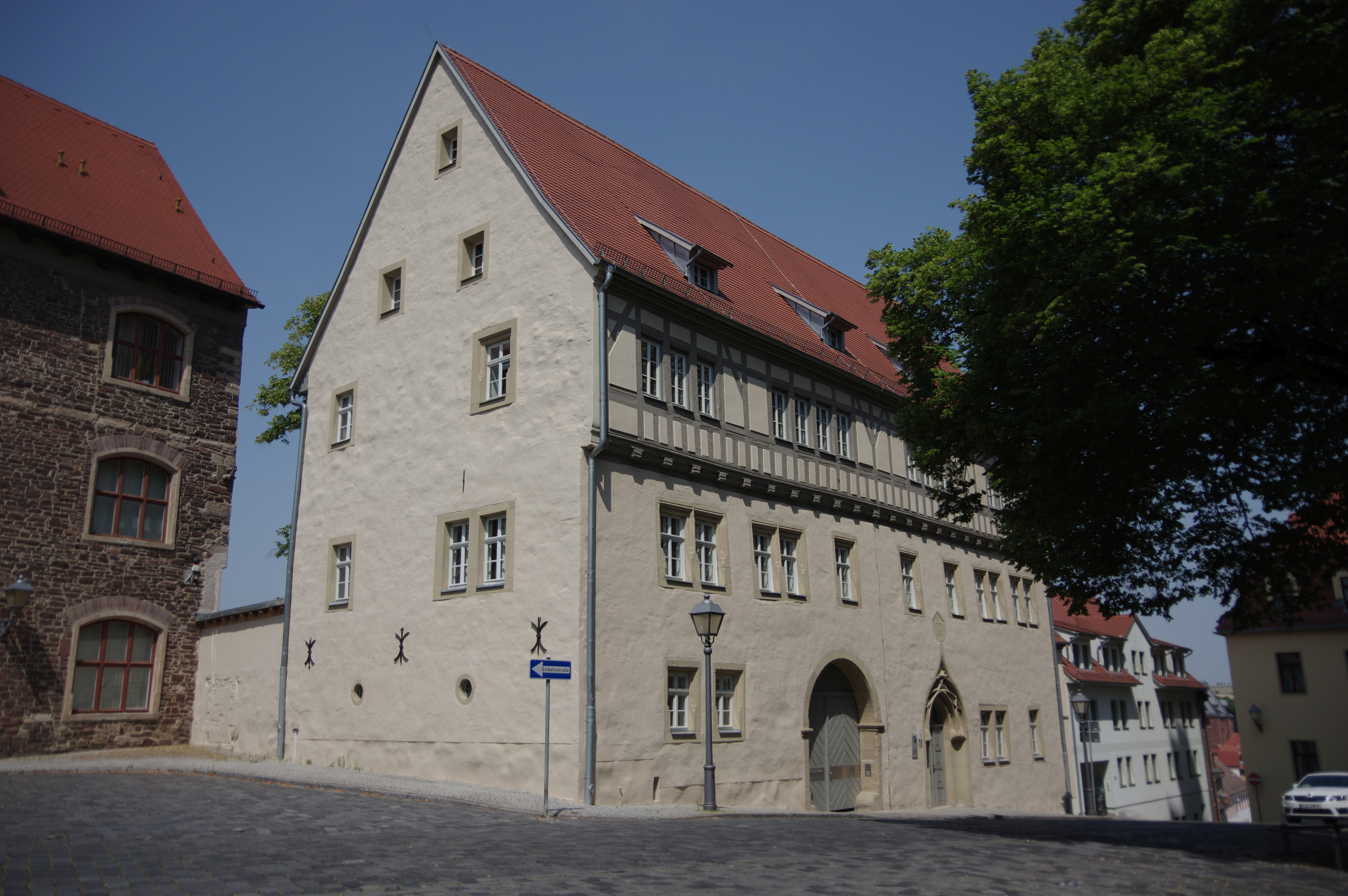
Alte Superintendentur

Das Jahrhundert begann 1601 mit der schlimmsten Brandkatastrophe der Stadtgeschichte. In der Innenstadt konnte sich das Feuer unter den dicht aneinander gereihten Fachwerkhäusern schnell ausbreiten. So wurden 253 Wohnhäuser, die Superintendentur, die Waage sowie die Türme der Andreaskirche und die Stadtschlösser der Grafen von Mansfeld zerstört. Die sozialen Missstände, unter denen die Bergleute zu leiden hatten, führten am 8. Februar 1621 zur Belagerung des Hauses des Münzmeisters Ziegenhorn am Breiten Weg. 1000 Bergleute forderten das Ende der Falschmünzerei. 1626 kam es zu einer erneuten Pestepidemie mit hunderten von Toten. 1628 kam mit Wallenstein der Dreißigjährige Krieg nach Eisleben, und die Stadt wurde durch die Söldner der Katholischen Liga verwüstet. In der Folge kam auch der Bergbau zum Erliegen. 1631 zogen mehrfach Truppen aus beiden Kriegslagern durch die Stadt und erzwangen Quartier und Proviant. Als 1635 der sächsische Kurfürst Johann Georg I. mit Kaiser Ferdinand II. einen Sonderfrieden schloss, wurden in allen Kirchen Dankgottesdienste abgehalten. Aber schon 1636 wurde die Stadt durch die Schweden geplündert. Die Überfälle dauerten bis 1644 an. 1653 zerstörte ein weiterer Stadtbrand 166 Wohnhäuser, und 1681 kamen 900 Menschen durch die Pest ums Leben. Luthers Geburtshaus brannte beim Stadtbrand von 1689 bis auf das Erdgeschoss ab.

#### Wiederaufbau
Im Jahre 1671 erlaubte der sächsische Kurfürst die „Freilassung“ des Bergbaus im Mansfelder Land. Dies war die Voraussetzung für die Weiterentwicklung und Industrialisierung des Bergbaus. 1691 wurde das Waagehaus wieder aufgebaut. 1693 folgte Luthers Geburtshaus, das nun als Armenschule und als Museum genutzt wurde.
Das Wohnhaus der Patrizierfamilie Rinck wurde nach dem Stadtbrand 1498 Anfang des 16. Jahrhunderts als Stadtsitz der Linie Vorderort wieder aufgebaut, beherbergte ab 1563 die gräfliche Kanzlei und wurde nach dem Brand von 1689 1707 völlig neu aufgebaut. Ab 1716 übte die Kanzlei auch die Aufgaben des aus der Sequestration entlassenen preußischen Teils der Grafschaft Mansfeld aus, wurde 1780 wegen des Lehnsanfalls geschlossen und war ab 1789 Sitz des kursächsischen Oberamtmannes. Am 14. Juli 1798 wurde, auf die Initiative der kursächsischen Regierung hin, die Bergschule zu Eisleben als Bildungseinrichtung für technische Grubenbeamte gegründet.

### 19. Jahrhundert

#### Napoleonische Kriege

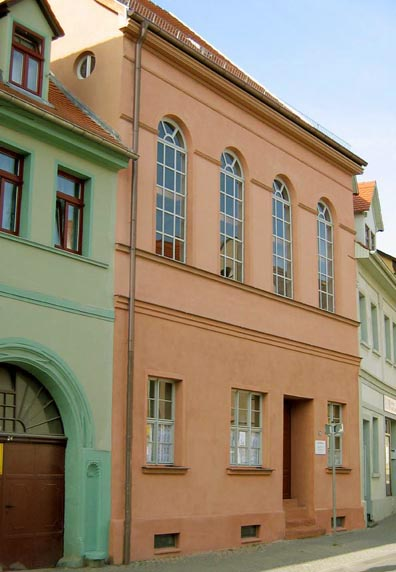
Synagoge zu Eisleben

Nach der Niederlage Preußens im Krieg gegen Frankreich bei Jena und Auerstedt 1806 besetzten französische Truppen die Stadt, obwohl Eisleben nicht zu Preußen, sondern zum Kurfürstentum Sachsen gehört hatte. Trotz Plakaten in der Stadt, die versicherten „Das ganze kursächsische Land ist neutral“, wurden sämtliche Vorräte requiriert. König Friedrich August von Sachsen trat als Dank für die Überlassung des Cottbuser Kreises einen Großteil der unter sächsischer Hoheit stehenden Grafschaft Mansfeld mit Eisleben 1808 an das neugebildete Königreich Westphalen unter Napoleons Bruder Jérôme ab.
Somit wurde auch hier die Leibeigenschaft abgeschafft und die Gewerbefreiheit, die Gewaltenteilung, die Gleichberechtigung der Juden, der Code civil und die Führung von Kirchenbuchduplikaten eingeführt. Die Neustadt wurde der Altstadt angegliedert. Die Abschaffung der alten Regularien ermöglichte jüdischen Händlern die Ansiedelung in der Stadt, die 1814 ihre erste Synagoge in der Langen Gasse, der heutigen Lutherstraße, einweihen konnten.
Nach der Niederlage Napoleons in der Völkerschlacht bei Leipzig 1813 endete die westphälische Herrschaft im Mansfeldischen. Die westphälischen Wappen wurden durch preußische Adler ersetzt. An den Befreiungskriegen beteiligte sich Eisleben durch Gründung eines freiwilligen Pionierbataillons unter dem Kommando des Berghauptmanns von Veltheim (1785–1839).

#### Restauration
1815 wurde die ehemalige Grafschaft Mansfeld als Resultat des Wiener Kongresses in das Königreich Preußen eingegliedert. Die Stadtgemeinde Eisleben gehörte ab 1816 zum Mansfelder Seekreis, der seinen Kreissitz in der Stadt hatte. 1817 erbaute man für die Lutherschule einen Neubau im Hof von Martin Luthers Geburtshaus. Ihr erstes Postamt erhielt die Stadt 1825 als so genannte Land-Fußbothen-Post neben der Petrikirche. 1826 wurde das Eisleber Lehrerseminar auf dem Gelände hinter der Petrikirche gegründet. 1910 erhielt es am oberen Stadtpark einen Neubau, in dem heute das Martin-Luther-Gymnasium untergebracht ist. Das Seminar bestand bis 1926 und nutzte die Lutherschule als Übungsschule. 1827 begann mit dem Ausbau der Halleschen Chaussee zwischen dem Heilig-Geist-Tor und der Landwehr die Befestigung der Eisleber Straßen. 1835 wurde das neue städtische Krankenhaus fertiggestellt. 1847 führte eine Hungersnot zu sozialen Unruhen, die von den Behörden durch Einsatz von Militär niedergeschlagen wurden. Weil der Betraum für die stetig wachsende jüdische Gemeinde zu klein geworden war, baute man um und weihte 1850 die nun erweiterte Eisleber Synagoge ein.

#### Industrielle Revolution

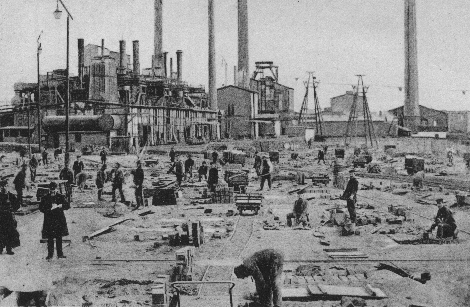
Die Krughütte bei Eisleben mit vier Öfen, Schlackeplatz, um 1895

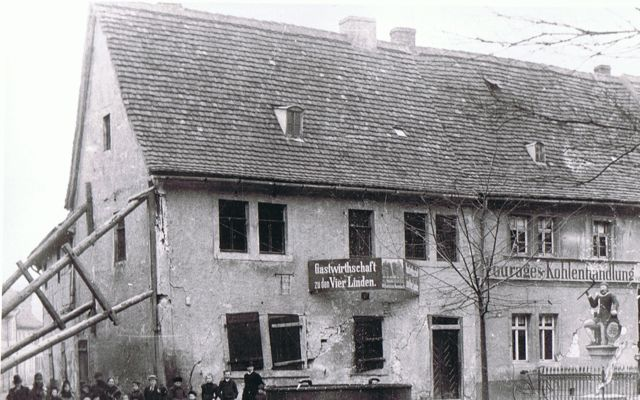
Erdsenkungen in Eisleben: Haus im Breiten Weg, um 1895

1852 fusionierten die fünf Mansfelder Bergbaubetriebe und schlossen sich zur Mansfeldischen kupferschieferbauenden Gewerkschaft zusammen. 1858 wurden die letzten Reste der Stadtbefestigung abgebrochen. 1863 begann man mit dem Bau der Eisenbahnstrecke Halle-Kassel. Die erste Teilstrecke nach Halle wurde 1865 in Betrieb genommen. Nach der Stilllegung der Ober- und der Mittelhütte begann im Westen der Stadt 1870 die Förderung in der Krughütte und in der Kupferrohhütte. Zwischen dem Martinsschacht und der Krughütte wurde 1871 die erste Drahtseilbahn Europas gebaut. Sie diente dem Transport von Erzen und Abraum. Anlässlich des 400. Geburtstages des Reformators wurde 1883 das von Rudolf Siemering geschaffene Lutherdenkmal auf dem Marktplatz aufgestellt und eingeweiht.
1892 begann das Wasser des Salzigen Sees in die darunter liegenden Bergbauschächte einzudringen, die mittlerweile bis unter die Innenstadt reichten. Zu deren Rettung wurde der See ab 1893 abgepumpt und verschwand damit von der Landkarte. In der Folge kam es auch im Stadtbereich Eislebens zu bedrohlichen Erdsenkungen. Bis 1898 wurden hierdurch mehr als 440 Häuser beschädigt, viele mussten abgebrochen werden. An zahlreichen Häusern sind die Schäden bzw. die Sanierungsmaßnahmen noch heute ablesbar. Die Schäden an den Schächten zwangen zu Massenentlassungen. Zusammen mit dem Unmut über die schleppende und ungerechte Entschädigung für die Bergschäden kam es schließlich zu Unruhen in der Bevölkerung. 1896 stellte die Mansfeldische kupferschieferbauende Gewerkschaft 500.000 Mark für die Entschädigung der Hauseigentümer zur Verfügung.

### 20. Jahrhundert
Zwischen 1908 und der DDR-Kreisreform 1950 war Eisleben ein eigener Stadtkreis.

#### Aufschwung und Erster Weltkrieg
Das Jahrhundert begann mit der Inbetriebnahme der ersten Teilstrecke einer elektrischen Straßenbahn in Eisleben. Am 12. Juni 1900 wurde das 700-jährige Bergbaujubiläum mit einem großen Festumzug in Anwesenheit des Kaisers Wilhelm II. und seiner Gemahlin feierlich begangen.
Bedingt durch den florierenden Bergbau stieg der allgemeine Wohlstand der Stadt in der Zeit vor dem Ersten Weltkrieg. Die Einwohnerzahl stieg auf über 25.000, und Eisleben wurde kreisfreie Stadt und schied damit aus dem Mansfelder Seekreis aus. Neue öffentliche Einrichtungen waren: ein neues Gebäude für die Bergschule (1903), ein neues Krankenhaus (1904), Kanalisation und städtische Kläranlage, die neue Oberrealschule am Stadtgraben (heutige Grundschule „Geschwister Scholl“), die neue Mädchenvolksschule in der Katharinenstraße (1911), der Neubau des Lehrerseminars (1911) und das Regionalgeschichtliche Museum (1913). Die Bergleute erstreikten sich 1909 das Recht zur Bildung von Gewerkschaftsverbänden.
Im Ersten Weltkrieg fielen nach offiziellen Angaben 575 Einwohner der Stadt.

#### Weimarer Republik

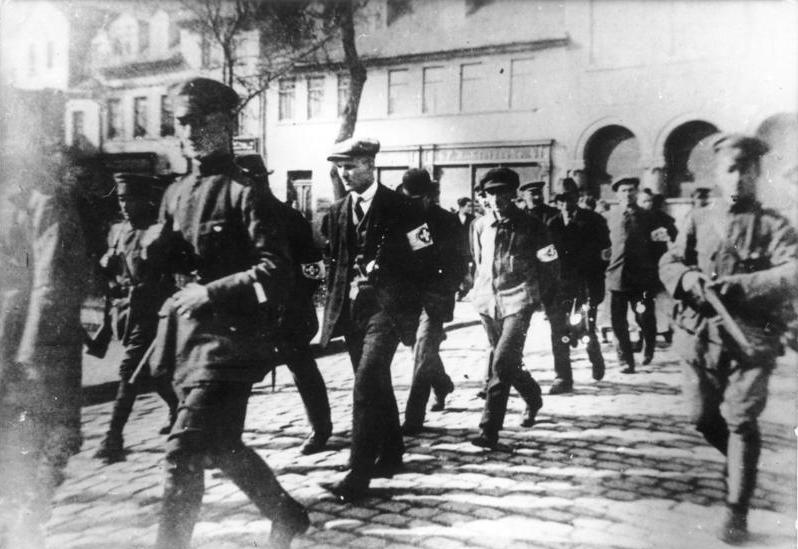
Märzkämpfe 1921: Revolutionäre Arbeiter werden in Eisleben von der Polizei abgeführt.

In den Wahlen zum Preußischen Landtag am 20. Februar 1921 erhielten die Parteien der Linken im Mitteldeutschen Industriegebiet eine Mehrheit. Aus Furcht vor einer kommunistischen Machtübernahme wurden am 19. März 1921 Polizeieinheiten der von Wilhelm Abegg neu organisierten preußischen Polizei nach Hettstedt und Eisleben entsandt, um die Kontrolle über die Betriebe zu erhalten. Im Zuge der Märzkämpfe in Mitteldeutschland kam es zu etwa 100 Gefallenen unter der Arbeiterschaft.
Im Juni 1927 landete das Flugzeug Wright-Bellanca WB-2 „Columbia“ mit Clarence Chamberlin als Pilot auf dem Rekordflugversuch von New York City nach Berlin wegen Treibstoffmangels bei Eisleben, nahe der Ortschaft Bischofrode. Dieser Transatlantikflug über eine Entfernung von 6285 km dauerte 42 Stunden und 45 Minuten und brach den von Charles Lindbergh aufgestellten Rekord um 507 km, 9 Stunden und 45 Minuten.
Seit 1931 wurde die Kupfergewinnung staatlich subventioniert, um die Stilllegung der Mansfelder Betriebe zu verhindern, von denen die Region weitgehend wirtschaftlich abhängig war.

#### Zeit des Nationalsozialismus und Zweiter Weltkrieg

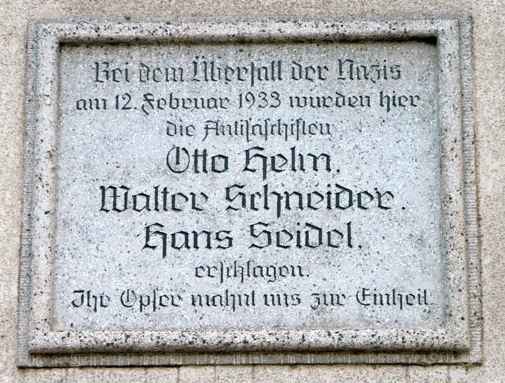
Eisleber Blutsonntag: Gedenktafel am Haus Breiter Weg 30 in Eisleben, in dem sich 1933 das Büro der KPD befand

Am 12. Februar 1933 wurden beim Überfall eines SA-Trupps auf die Geschäftsstelle der KPD-Unterbezirksleitung am Breiten Weg 30 (zur DDR-Zeit „Straße der Opfer des Faschismus“) zahlreiche Personen schwer verletzt und vier getötet. Seitdem spricht man vom Eisleber Blutsonntag.
Am 9. November 1938, der Pogromnacht, drangen Angehörige von SA und SS in Zivil in die Synagoge ein und zerstörten den Betraum. Juden wurden misshandelt, jüdisches Eigentum wurde zerstört.
Wie überall in Deutschland wurden die Juden diskriminiert, sodass viele die Stadt oder gar das Land verließen. 1938 wurden in der Stadt noch 42 Juden genannt, von denen mindestens 24 in der Shoah ermordet wurden.
Die bekanntesten Nationalsozialisten waren der spätere Generalleutnant der Waffen-SS Ludolf von Alvensleben und der spätere SS-Standartenführer und Lagerkommandant des KZ Majdanek Hermann Florstedt.
Neben den politischen Gegnern leisteten auch Geistliche Widerstand gegen das Naziregime, so Pfarrer Johannes Noack von der Bekennenden Kirche, der wegen „Staatshetze“ zu Zuchthaushaft verurteilt wurde, an deren Folgen er 1942 verstarb.
Im Zweiten Weltkrieg fielen 913 Einwohner der Stadt.
Bis zum Ende des Krieges blieb die Stadt durch den Krieg beinahe unberührt, obwohl sie sich inmitten von nicht unbedeutenden Bergbau- und Industriebetrieben befand. Alle Schulen und Krankenhäuser dienten als Lazarett für tausende verwundete Soldaten. Die amerikanischen Streitkräfte erreichten bei der südlichen Umgehung der Festung Harz am 13. April 1945 die Stadt Eisleben, die kampflos übergeben wurde. Sogleich errichteten Einheiten der 1. US-Armee ein Kriegsgefangenenlager an der Nord- und Ostseite der Halde des Hermannschachtes bei Helfta. Auf einer Fläche von etwa 80.000 m² wurden deutsche Soldaten und Zivilisten unter freiem Himmel interniert. Zeitweise befanden sich hier 90.000 Gefangene, von denen 2000 bis 3000, vorwiegend an den unmenschlichen Verhältnissen, starben. Das Lager wurde am 23. Mai 1945 aufgelöst, die Gefangenen wurden in andere Städte gebracht. Die sterblichen Überreste der Verstorbenen konnten bis heute nicht gefunden werden. Am 20. Mai 1995 wurde im Gedenken an diese Menschen ein Kriegsgefangenen-Denkmal in Helfta aufgestellt und eingeweiht.

#### Nachkriegszeit

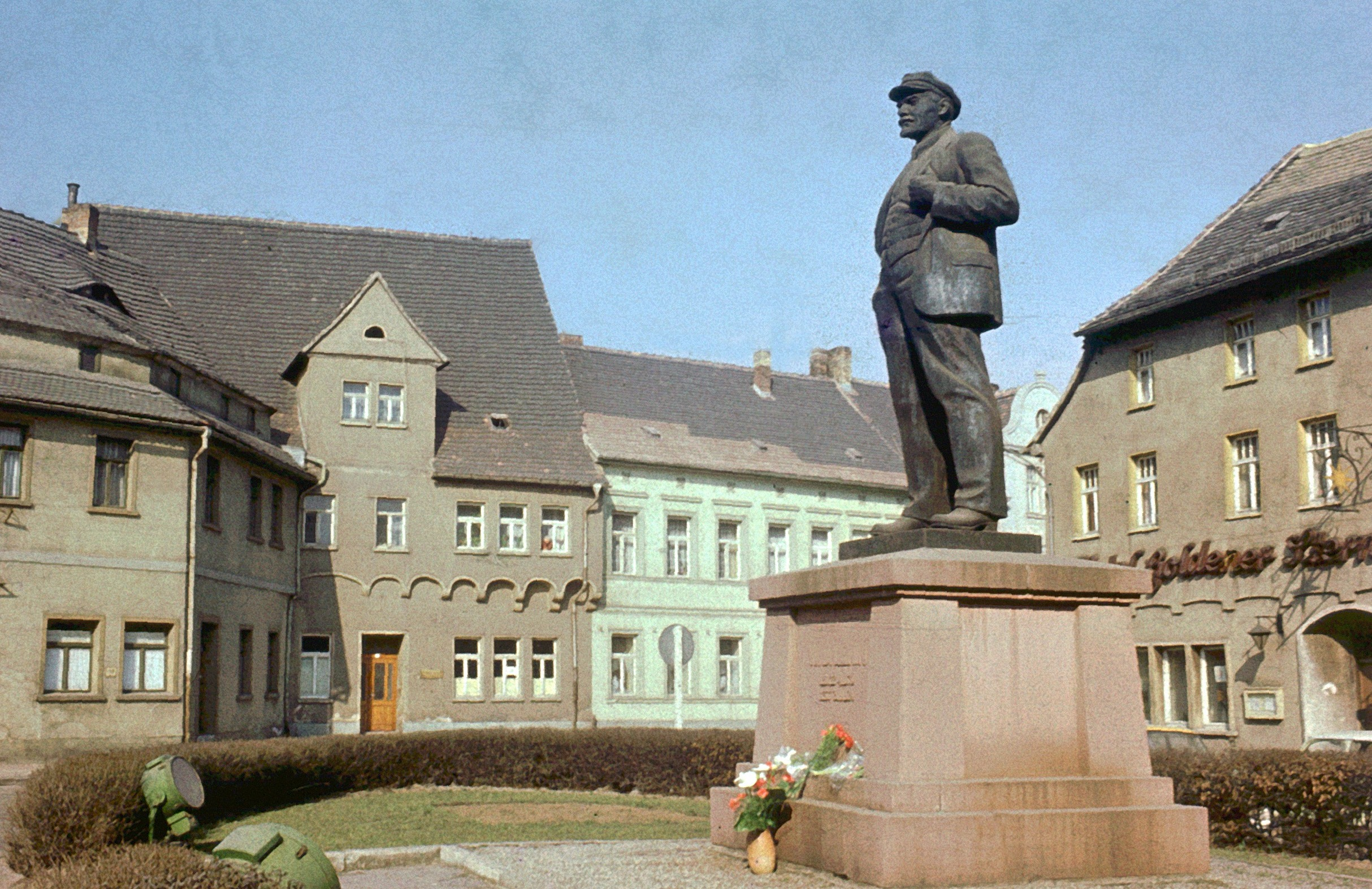
Lenindenkmal am Plan, 1974

Am 2. Juli 1945 marschierte die sowjetische Armee in Eisleben ein. Aufgrund des 1. Londoner Zonenprotokolls von 1944 und der Beschlüsse der Konferenz von Jalta wurde es Bestandteil der sowjetischen Besatzungszone. Zur Begrüßung stellten Eisleber Kommunisten ein Lenindenkmal auf dem Plan auf. Am 1. August 1945 hoben sich – vor ausverkauftem Haus mit 714 Plätzen – die Vorhänge des Bürgertheaters Eisleben; es war damit das erste deutsche Nachkriegstheater. Gegründet und geleitet wurde von Ralph Wiener, dem Pseudonym für Felix Ecke

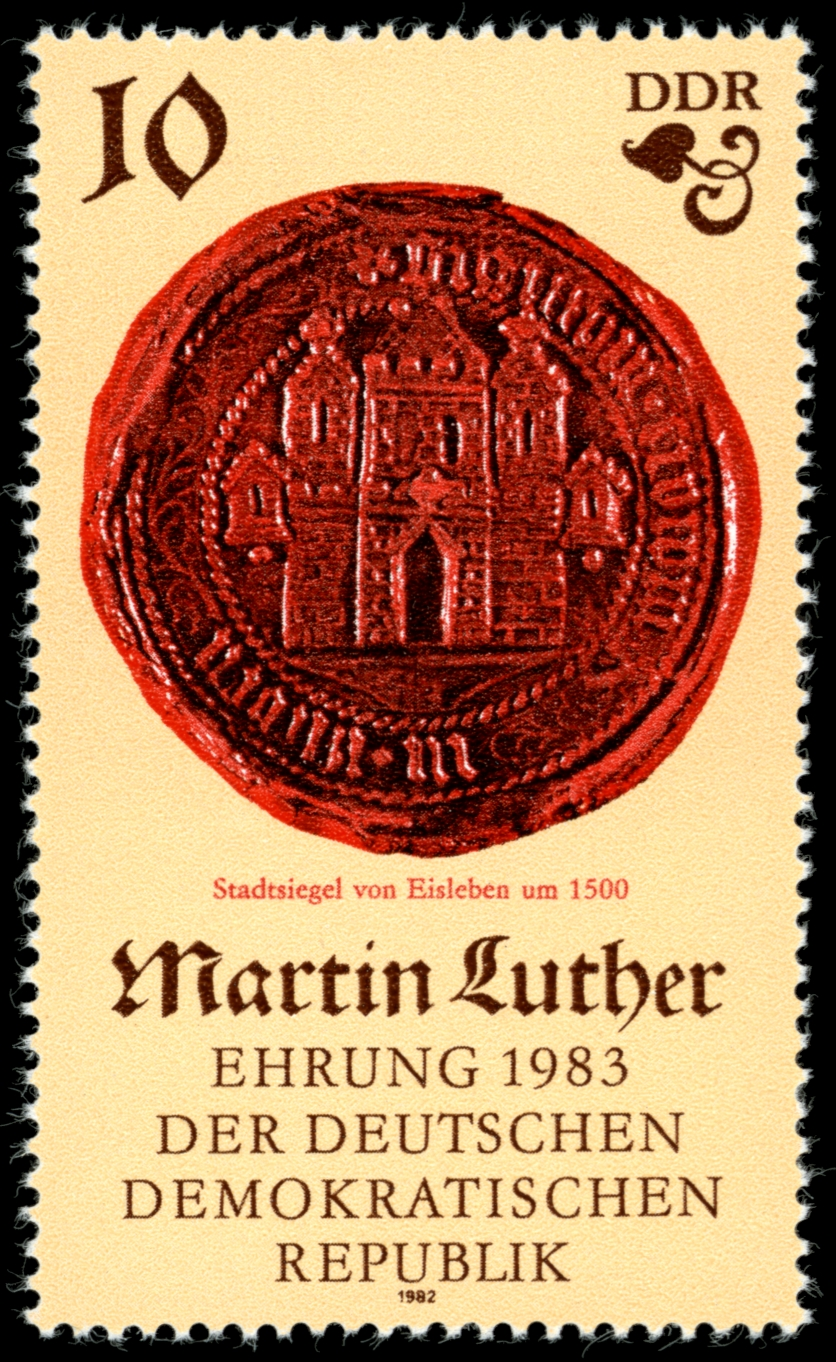
Eislebener Stadtsiegel (um 1500)
Briefmarke der DDR 1982

1946 wurde der Stadt zum 400. Todestag Martin Luthers der Name „Lutherstadt“ verliehen. Am 22. März 1949 demonstrierten mehr als 2000 Einwohner für die Einheit Deutschlands. 1950 feierte Eisleben das 750-jährige Bestehen des Mansfelder Bergbaus in Anwesenheit des Präsidenten der DDR Wilhelm Pieck. Der 1950 entstandene Großkreis wurde aufgelöst und die Kreise Eisleben und Hettstedt wurden gebildet. Ab 1951 wurde das Stadtgebiet um die Ernst-Thälmann-Siedlung und die Wilhelm-Pieck-Siedlung erweitert. 1963 wurde mit dem Fortschrittsschacht der letzte Kupferschieferschacht in Eisleben geschlossen. Bis 1969 ging die Zeit des Bergbaus in der Mansfelder Mulde endgültig zu Ende. Er wurde allerdings bis 1990 im Sangerhäuser Revier fortgesetzt. Das Mansfeld-Kombinat blieb weiterhin Leitkombinat der Nicht-Eisen-Metalurgie in der DDR.
Auf dem Gelände der nicht mehr benötigten Schachtanlagen wurden die Kombinatsbetriebe „Werk Anlagen- und Gerätebau“ und „Werk Konsumgüter“ errichtet. Im ersteren wurden Anlagen und Ausrüstungen für das Mansfeld-Kombinat und andere Kombinate gefertigt. Der Automatisierungsbetrieb fertigte unter anderem Industrierobotersteuerungen. In der Zeit zwischen 1985 und 1990 wurde im Eislebener Automatisierungsbetrieb die Computerreihe Mansfeld Process Controller hergestellt. Parallel dazu wurde die Berg- und Hütteningenieurschule in eine Ingenieurschule für Elektrotechnik und Maschinenbau entwickelt.
Eisleben gehörte während der DDR zunächst zum aus der ehemaligen preußische Provinz Sachsen und dem Freistaat Anhalt neu gegründeten Bundesland Sachsen-Anhalt. Nach Eisleben benannt waren dabei der Stadtkreis Eisleben mit der heutigen Kernstadt sowie der Landkreis Eisleben mit den umliegenden Gemeinden. Während einer Kreisgebietsreform im Jahre 1952 wurden der Stadtkreis und der Landkreis zum neuen Kreis Eisleben zusammengelegt. Bei der Neugliederung der DDR 1952 von Bundesländern in kleinere Bezirke wurde Eisleben wie das gesamte Mansfelder Land dem Bezirk Halle zugeordnet. Bis 1989 gehörten dabei die Kernstadt und die meisten heutigen Ortsteile zum Kreis Eisleben. Nur die Ortschaften südlich des Hornburger Sattels (Osterhausen und Rothenschirmbach) gehörten zum Kreis Querfurt.
Um Platz für eine Kaufhalle zu schaffen, wurde in Eisleben an der Ecke zwischen Freistraße und Schlossplatz der noch verbliebene Bergfried der alten Wasserburg gesprengt. Zwischen 1973 und 1975 traten erneut Erdsenkungen im Stadtgebiet auf, insbesondere im Bereich der ehemaligen Wüstung Siebenhitze. Am Sonnenweg und am Alten Friedhof wurden Plattenbauten mit 640 Wohnungen errichtet.
Die Feier zum 500. Geburtstag Luthers im Jahre 1983 wurde lange und aufwändig vorbereitet und mit Gästen aus 36 Ländern begangen. Die Post der DDR (9. November 1982 und 18. Oktober 1983) und die Bundespost (13. Oktober 1983) gaben aus diesem Anlass Sonderbriefmarken heraus. Die Lutherstätten waren restauriert und die Fassaden der Häuser am Markt erneuert worden.

#### Ende der DDR und Nachwendezeit
Auch in Eisleben fanden im Herbst 1989 Demonstrationen für Demokratie und gesellschaftliche Wende statt. Seit dem Tag der Deutschen Einheit am 3. Oktober 1990 gehört Eisleben zum Land Sachsen-Anhalt. 1994 wurden der Kreis Hettstedt und der Kreis Eisleben zum Landkreis Mansfelder Land mit dem Verwaltungssitz Eisleben zusammengefasst. Seit 1997 gehören die Lutherhäuser zum UNESCO-Weltkulturerbe. Im Zuge der Kreisgebietsreform 2007 verlor Eisleben den Status als Kreisstadt an Sangerhausen.
Am 25. Mai 2009 erhielt die Stadt den von der Bundesregierung verliehenen Titel „Ort der Vielfalt“.
Anlässlich des 24. Jahrestages der deutschen Wiedervereinigung pflanzten Oberbürgermeisterin Jutta Fischer und Priorin M. Agnes Fabianek gemeinsam mit den Bundestagsabgeordneten Uda Heller und Eduard Jantos am 3. Oktober 2014 im Kloster Helfta das Baumdenkmal für die Deutsche Einheit. Hier wurde jedoch statt der symbolisch für Ostdeutschland vorgesehenen Kiefer eine Linde gepflanzt.
2016 wurde Eisleben der Ehrentitel „Reformationsstadt Europas“ durch die Gemeinschaft Evangelischer Kirchen in Europa verliehen.

## Bevölkerung
Die Bevölkerung nimmt seit Mitte der 1960er Jahre durch Abwanderung und Geburtenrückgang kontinuierlich ab, obwohl das Stadtgebiet durch Eingemeindungen stetig vergrößert wurde. Eine wichtige Rolle spielte dabei das Auslaufen des Abbaus von Kupferschiefer im Bereich der Mansfelder Mulde Ende der 1960er Jahre und dessen Verlagerung in das Sangerhäuser Revier.
| Jahr | Einwohner |
| ---- | --------- |
| 1875 | 14.379    |
| 1880 | 18.171    |
| 1885 | 23.175    |

| Jahr | Einwohner |
| ---- | --------- |
| 1890 | 23.897    |
| 1910 | 24.629    |
| 1925 | 23.694    |

| Jahr | Einwohner |
| ---- | --------- |
| 1933 | 24.510    |
| 1939 | 23.112    |
| 1950 | 28.477    |

| Jahr | Einwohner |
| ---- | --------- |
| 1964 | 33.000    |
| 1971 | 30.482    |
| 1981 | 27.410    |

| Jahr | Einwohner |
| ---- | --------- |
| 1990 | 25.874    |
| 2006 | 26.833    |
| 2010 | 25.489    |
| 2015 | 24.198    |
| 2020 | 22.668    |

| Jahr | Einwohner |
| ---- | --------- |
| 2021 | 22.404    |
| 2022 | 22.666    |
| 2023 | 22.644    |
| 2024 | 22.505    |

ab 1990: Stand: 31. Dezember des jeweiligen Jahres (Angaben des Statistischen Landesamtes Sachsen-Anhalt), ab 2011 auf Basis des Zensus 2011, ab 2022 auf Basis des Zensus 2022

### Religionen
2011 gehörten 10,8 % der Eisleber der evangelisch-lutherischen, 4,6 % der römisch-katholischen Kirche an.
- Römisch-Katholisch (St. Gertrud, Kloster Helfta)
- Evangelisch (St. Andreas – Nikolai – Petri-Pauli, St. Annen)

Eisleben ist seit 2010 Sitz der Superintendentur des Evangelischen Kirchenkreises Eisleben-Sömmerda, der alle evangelischen Kirchengemeinden des Landkreises Mansfeld-Südharz und große Teile des Kyffhäuserkreises und des Landkreises Sömmerda in Thüringen umfasst.
- Evangelisch-Freikirchlich
- Neuapostolisch

## Politik
Der Stadtrat von Eisleben besteht entsprechend der Einwohnerzahl der Stadt aus 36 Mitgliedern und dem Bürgermeister. Die Kommunalwahl am 9. Juni 2024 führte bei einer Wahlbeteiligung von 55,8 % zu folgendem Ergebnis:
| Partei / Wählergruppe                                       | Stimmenanteil 2019 | Sitze 2019 |        | Stimmenanteil 2024 | Sitze 2024 |
| ----------------------------------------------------------- | ------------------ | ---------- | ------ | ------------------ | ---------- |
| CDU                                                         | 29,9 %             | 11         | 30,0 % | 11                 |            |
| AfD                                                         | 19,9 %             | 06         | 29,3 % | 10                 |            |
| SPD                                                         | 12,3 %             | 05         | 12,5 % | 04                 |            |
| Die Linke                                                   | 18,5 %             | 07         | 09,9 % | 04                 |            |
| Wählergemeinschaft Feuerwehr Lutherstadt Eisleben (WGF EIL) | 03,2 %             | 01         | 08,9 % | 03                 |            |
| Heimat- und Kulturverein Hedersleben (HKV)                  | –                  | –          | 02,8 % | 01                 |            |
| FDP                                                         | 04,2 %             | 02         | 02,5 % | 01                 |            |
| Freie Bürger Mitteldeutschland (FBM)                        | 01,6 %             | 01         | 02,2 % | 01                 |            |
| Einzelbewerber Daniel Günther                               | –                  | –          | 01,9 % | 01                 |            |
| Bündnis 90/Die Grünen                                       | 03,3 %             | 01         | –      | –                  |            |
| Die PARTEI                                                  | 02,6 %             | 01         | –      | –                  |            |
| Einzelbewerber Frank Geib                                   | 01,1 %             | –          | –      | –                  |            |
| Einzelbewerber Peter Götte                                  | 00,9 %             | –          | –      | –                  |            |
| Einzelbewerber Carsten Dölle                                | 00,8 %             |            | –      | –                  |            |
| Einzelbewerber Oliver Dietzel                               | 00,7 %             | –          | –      | –                  |            |
| Einzelbewerber Kai Halle                                    | 00,4 %             | –          | –      | –                  |            |
| Einzelbewerberin Sandy Richter                              | 00,4 %             | –          | –      | –                  |            |
| Insgesamt                                                   | 100 %              | 35         | 100 %  | 36                 |            |

Bei der Wahl 2019 entfielen auf die AfD sieben Sitze, von denen einer unbesetzt blieb, weil die Partei nur sechs Kandidaten nominiert hatte.

### Bürgermeister
- 2006–2020: Jutta Fischer
- seit 2020: Carsten Staub

Fischer wurde am 26. März 2006 als parteilose Kandidatin der SPD mit 51 % der gültigen Stimmen zur Bürgermeisterin gewählt. Ab dem 1. Januar 2009 durfte sie gemäß geändertem Kommunalverfassungsgesetz den Titel Oberbürgermeisterin tragen. Am 2. Dezember 2012 wurde sie im zweiten Wahlgang mit 64,0 % der Stimmen wiedergewählt und bat unmittelbar anschließend um Aufnahme in die SPD.
Bei der Bürgermeisterstichwahl am  30. November 2019 erhielt der von der CDU unterstützte parteilose Kandidat Carsten Staub 67,6 % der gültigen Stimmen. Er trat am 27. April 2020 sein Amt an. Aufgrund der auf unter 25.000 gesunkenen Einwohnerzahl trägt er nur noch die Amtsbezeichnung Bürgermeister. Seine Amtszeit beträgt sieben Jahre.

### Wappen

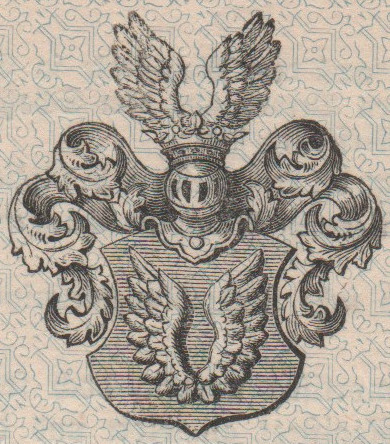
Wappen auf einer Obligation der Stadt vom 29. Mai 1868

| Wappen von Lutherstadt Eisleben | Blasonierung: „In Blau ein offener silberner Flug.“ |
| Wappen von Lutherstadt Eisleben | Wappenbegründung: Das Wappen erinnert an die Zugehörigkeit der Stadt Eisleben zur Grafschaft Mansfeld. Die beiden Flügel waren die Helmzier im Wappen der Altmansfelder Grafen, die zusammen mit dem Helm seit Beginn des 16. Jahrhunderts im Schild als Stadtwappen erscheinen. Ab der Mitte des 17. Jahrhunderts wurde der Helm mit den Flügeln über den Schild gesetzt. Im Schild selbst verblieben dann nur noch die bis heute bekannten zwei Flügel. |

### Flagge
Die Genehmigung der Flagge der Lutherstadt Eisleben wurde am 27. Februar 2009 vom Landkreis erteilt.
Nach der Hauptsatzung der Stadt ist die Flagge eine Bikolore in den Farben Blau und Weiß im Verhältnis 1:1. In der Querform ist sie waagerecht gestreift und in der Längsform senkrecht.

### Städtepartnerschaften
Lutherstadt Eisleben unterhält Städtepartnerschaften mit:
- Raismes, Frankreich, seit 1962
- Herne, Deutschland seit 1990
- Memmingen, Deutschland seit 1990
- Weinheim, Deutschland seit 1990

## Sehenswürdigkeiten und Kultur

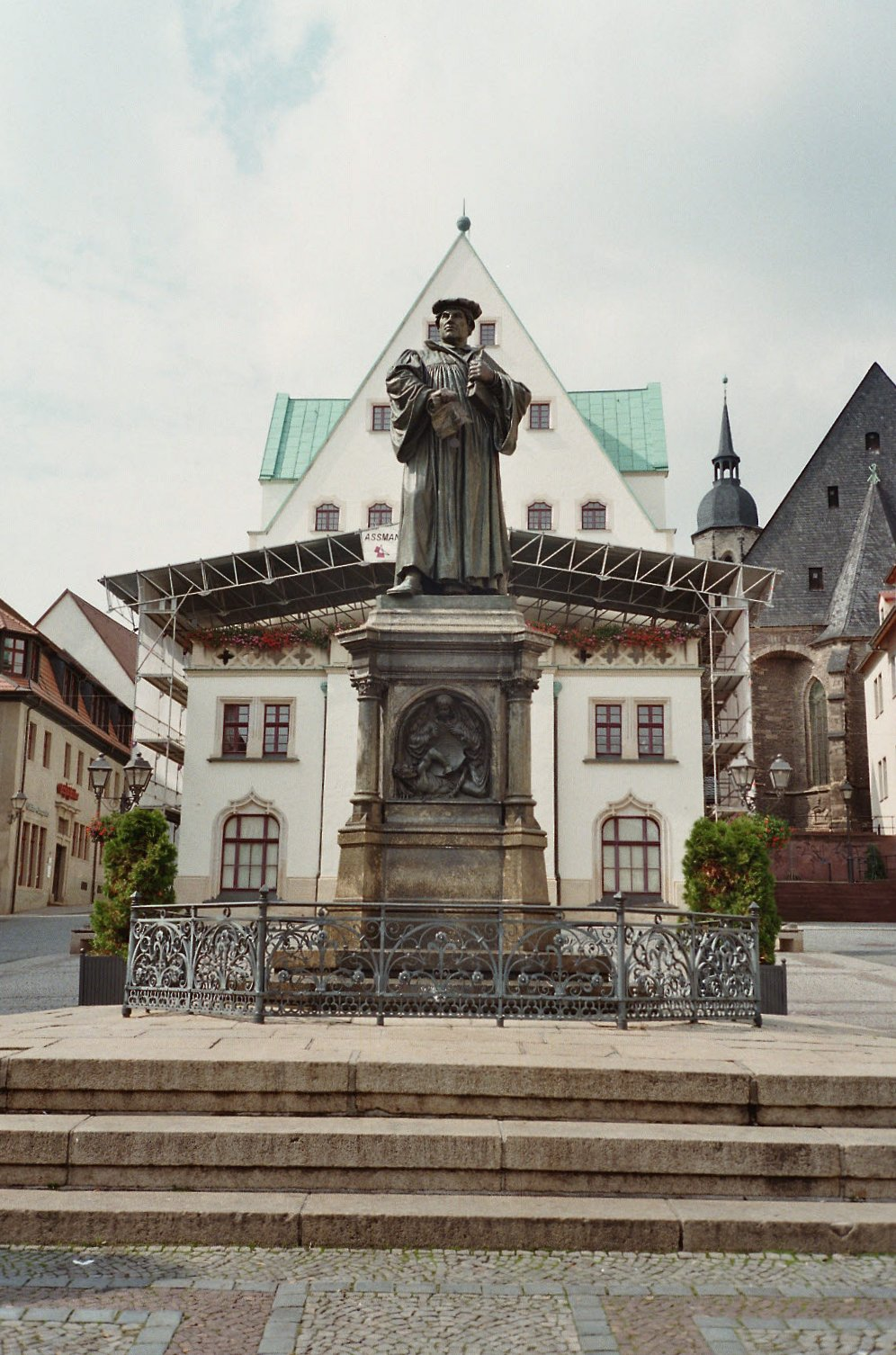
Denkmal für Martin Luther auf dem Marktplatz
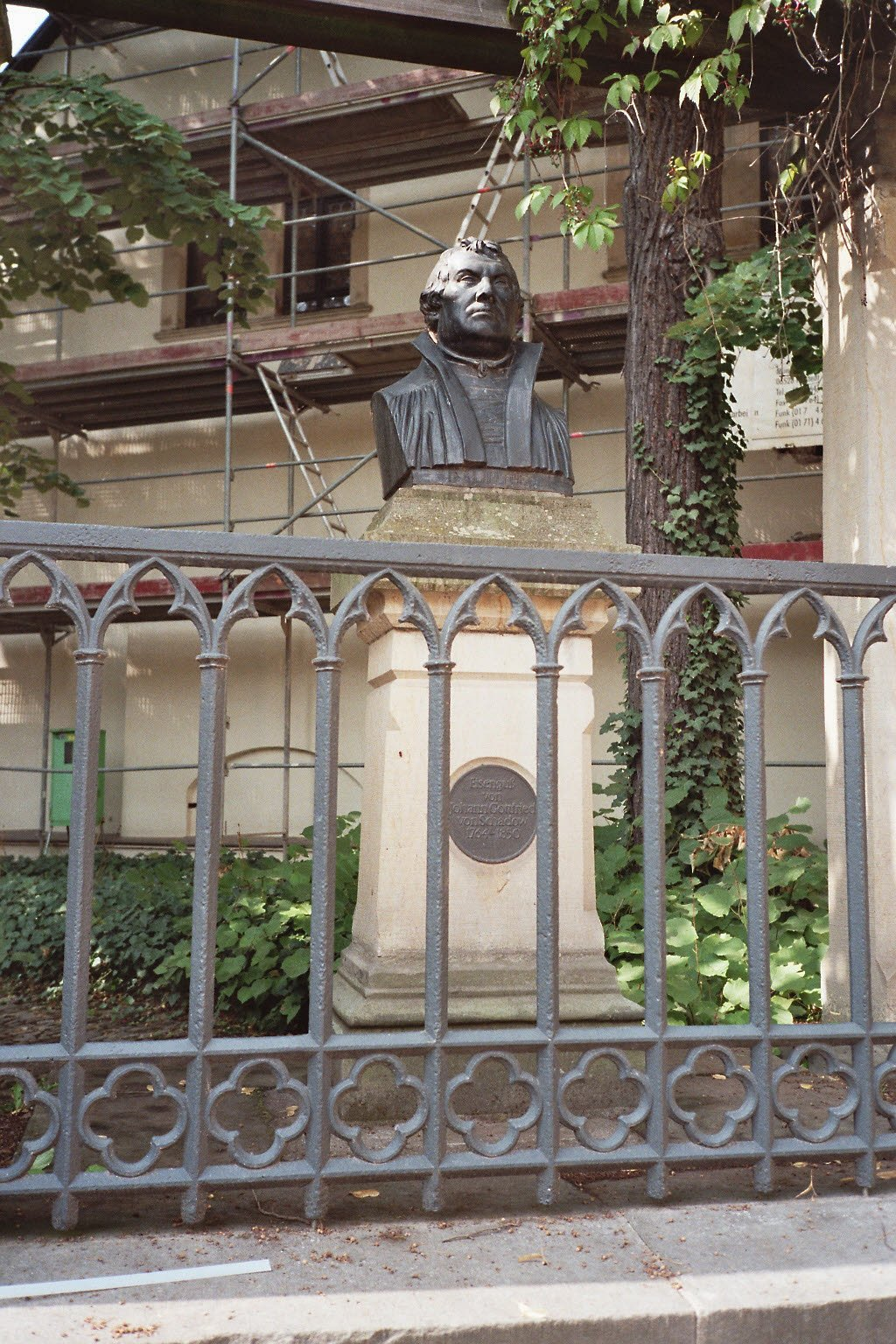
Büste von Martin Luther vor seinem Geburtshaus
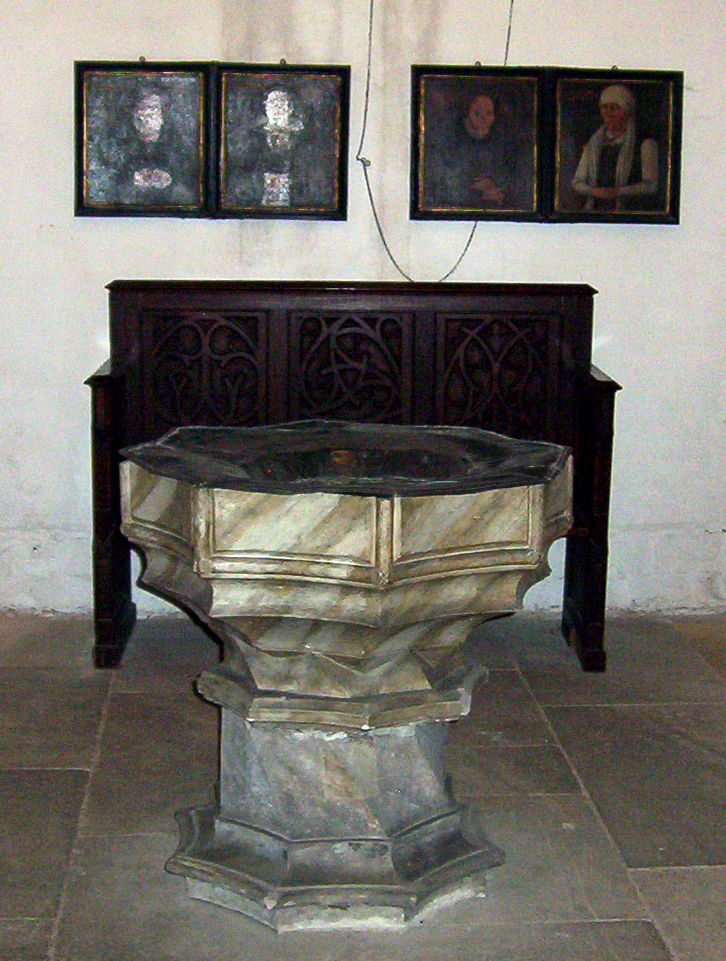
Taufstein aus Luthers Taufkirche
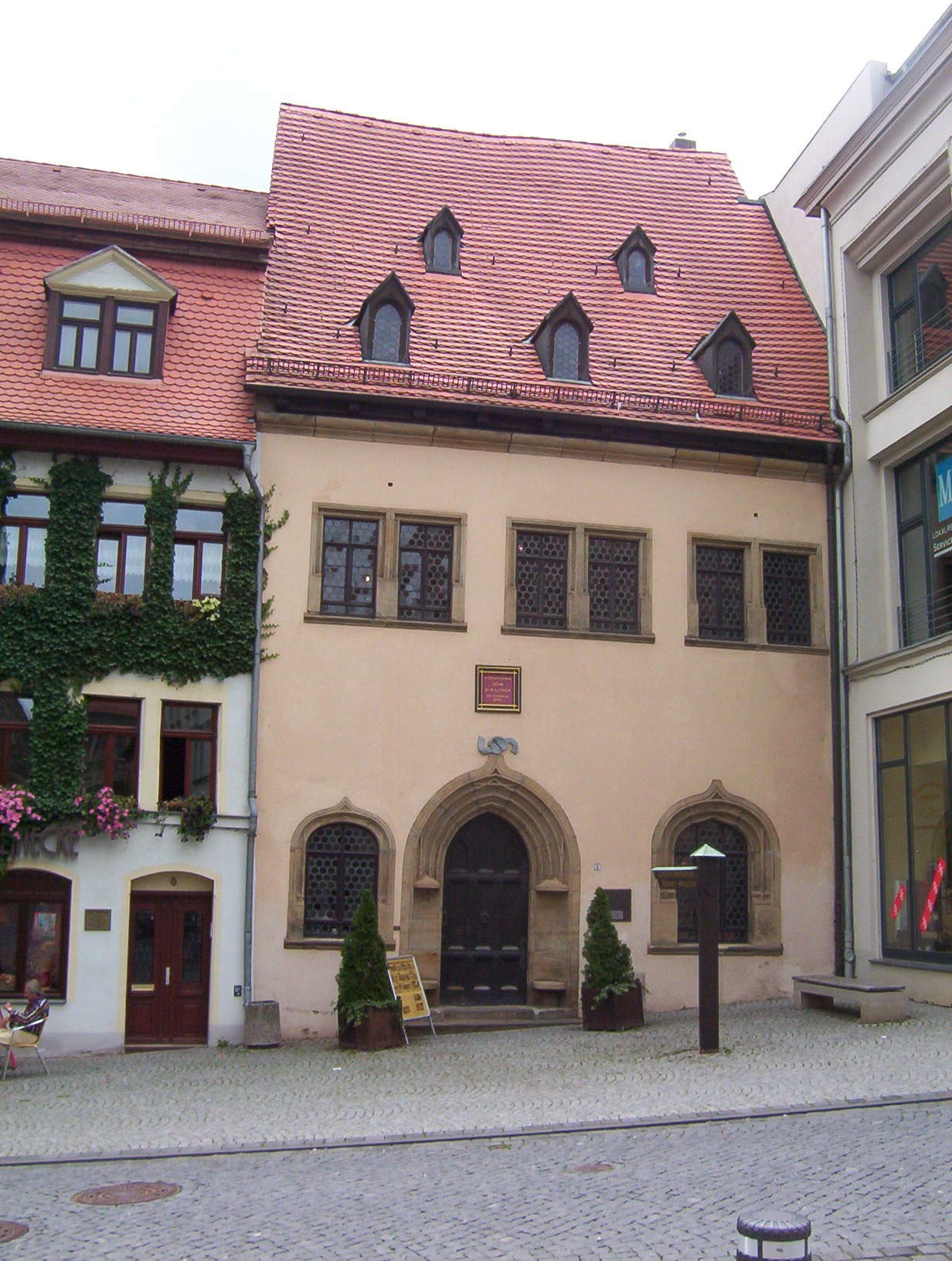
Luthers Sterbehaus

### Kirchen

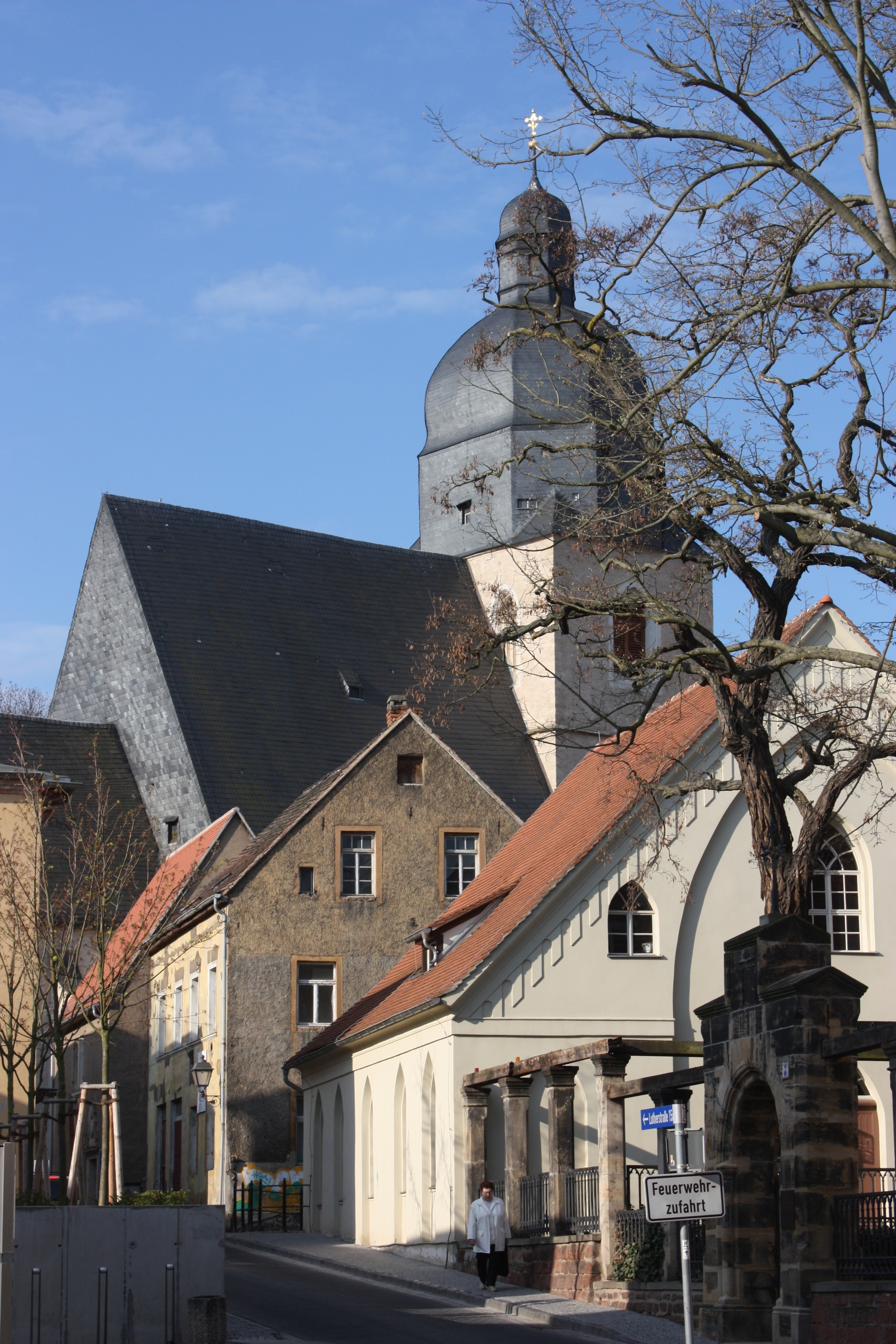
St. Petri-Pauli, Luthers Taufkirche

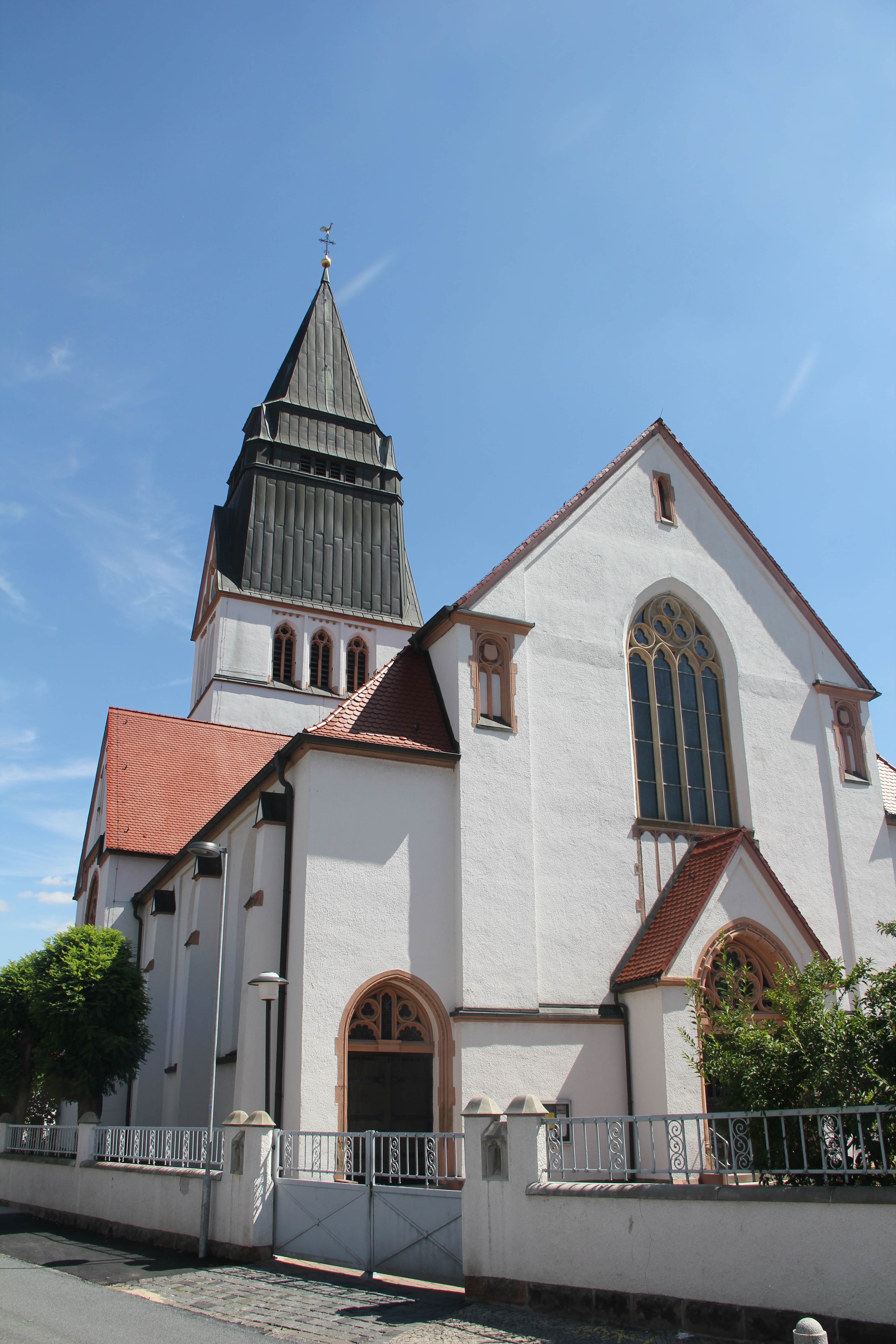
Katholische Kirche Eisleben

- St. Petri-Pauli ist eine dreischiffige Hallenkirche und wurde 1333 erstmals urkundlich erwähnt. Der westlich vorgebaute Turm wurde 1447–1513 errichtet. Die Turmhaube in ihrer heutigen Form stammt aus dem Jahre 1562.[67] Dort wurde Luther am 11. November 1483 getauft, einen Tag nach seiner Geburt.
- Die St.-Andreas-Kirche ist eine spätgotische Hallenkirche mit dreischiffigem Chor auf romanischem Vorgängerbau. Dort hielt Martin Luther 1546 seine vier letzten Predigten.
- St.-Annen-Kirche, 1514 Grundsteinlegung, mit Augustiner-Eremiten-Kloster und Pfarrhaus von 1670.
- St.-Nicolai-Kirche, erste Hälfte des 15. Jahrhunderts
- Die Alte Gertrudiskirche wurde 1865 als erste katholische Kirche nach der Reformation in Eisleben erbaut. Nachdem die Kirche zu klein geworden war, ersetzte man sie durch einen Neubau am Klosterplatz. Die alte Kirche wurde verkauft und als Turnhalle genutzt.
- Die katholische St.-Gertrud-Kirche, 1916 eingeweiht, ist der Ersatzbau für die Alte Gertrudiskirche.
- Kloster Helfta
- St.-Spiritus-Kapelle, 1885 eingeweihter Nachfolgebau einer 1882 abgerissenen Kirche aus dem 13. Jahrhundert am Heilig-Geist-Stift[68]
- Die ehemalige Synagoge zu Eisleben wurde 1814 eingeweiht und 1850 umgebaut. Im Jahr 1938 wurde sie geschändet. Seit 2001 wird sie restauriert.

### Profanbauten

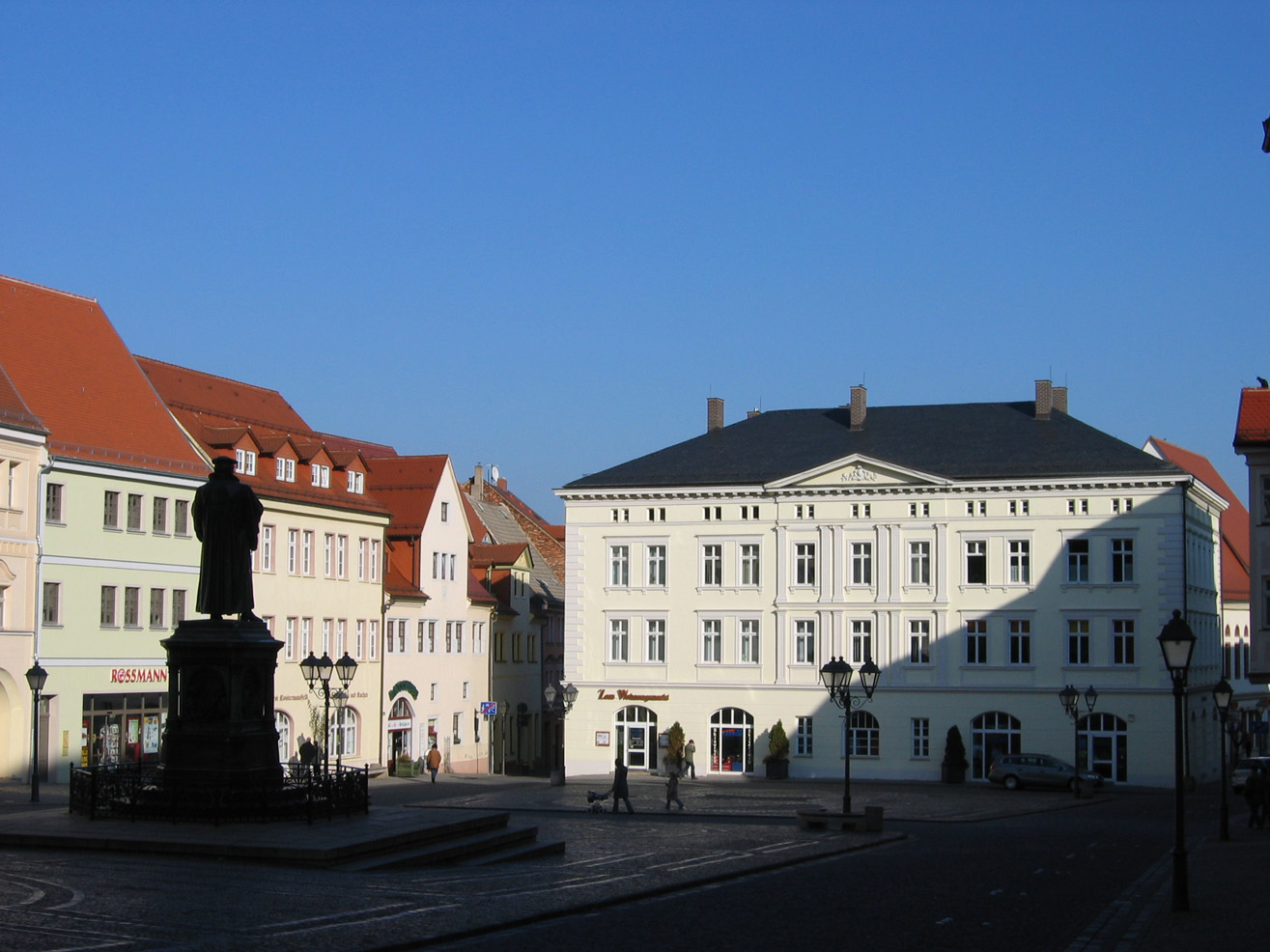
Marktplatz von Westen mit der Alten Waage

- Das Rathaus der Altstadt wurde 1508–1532 erbaut.
- Stadtschloss der Mansfelder Grafen
- Gräfliche Münze, Renaissancebau
- Das Alte Gymnasium wurde 1563 bis 1564 als „Fürnehme Lateinschule“ erbaut. Nach dem Stadtbrand 1601 wurde es 1604 neu errichtet. Dort wirkte der geistliche Liederdichter Martin Rinckart von 1610 bis 1611. Im Jahre 1883 zog das nunmehr Königliche-Preußische Gymnasium in das neue Schulgebäude am Schlossplatz um.[69]
- Die Alte Superintendentur wurde Anfang des 16. Jahrhunderts dreigeschossig erbaut. Unter Johannes Agricola, Magister Islebeius, war sie 1525 Knabenschule. 1546 wurde sie nach dem Luthervertrag auch „Fürnehme Lateinschule“ genannt. 1601 entstanden durch einen Brand starke Schäden, das bemerkenswerte spätgotische Portal blieb jedoch erhalten.[69]
- Die Alte Waage wurde zwischen 1840 und 1877 in ihrer jetzigen, spätklassizistischen Form an der Ostseite des Marktplatzes umgebaut. Ursprünglich wurde sie im 16. Jahrhundert als Ersatz eines früheren Kaufhauses errichtet.
- Altes Vikariat
- Die Alte Bergschule ist ein Barockbau, in dem ursprünglich das Hospital des Katharinenstifts untergebracht war. Von 1817 bis 1844 befand sich in dem Haus die 1798 gegründete Eisleber Bergschule.[22]
- Das Rathaus der Neustadt (Eisleben) (Altes Gericht) wurde 1571–1589 erbaut.

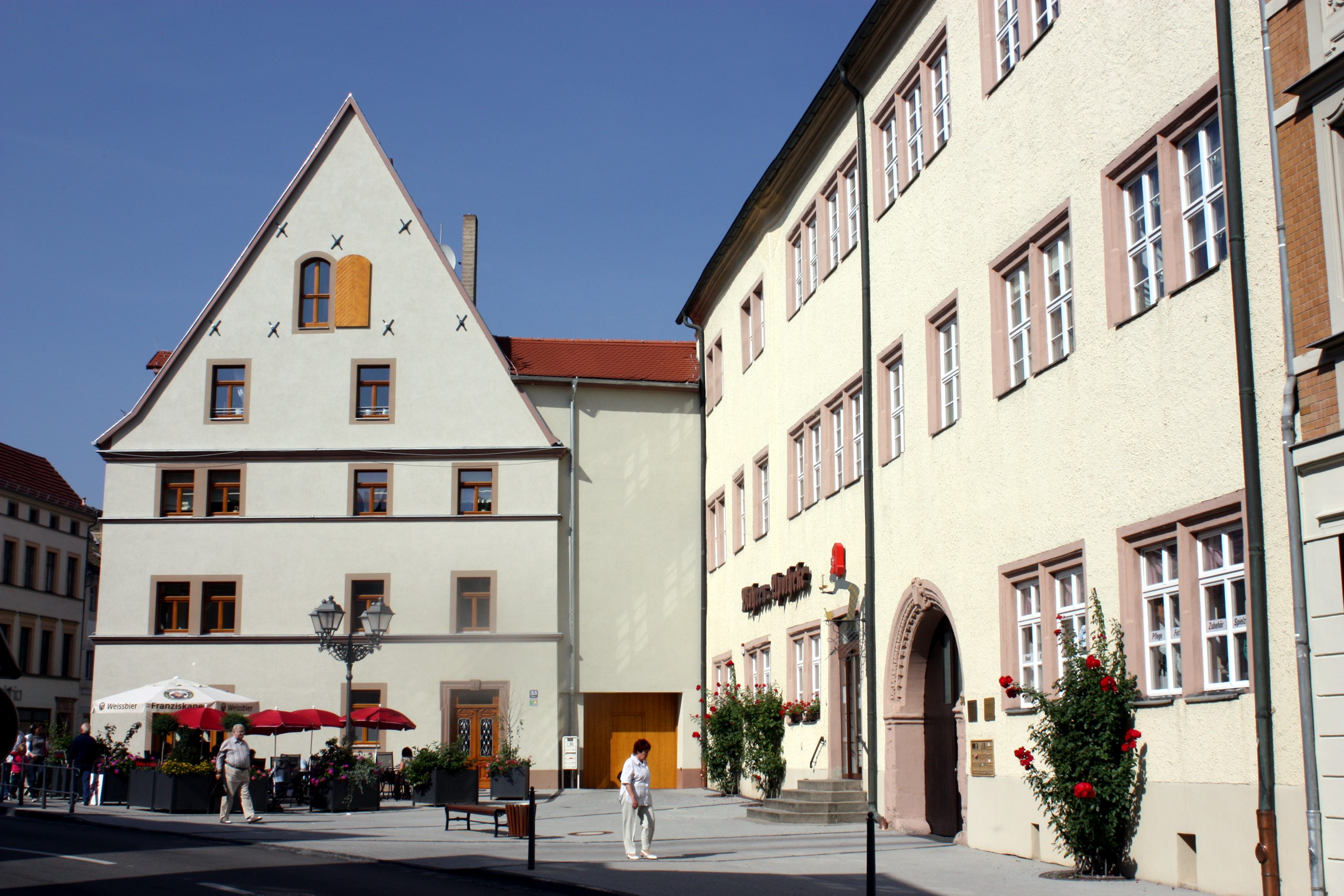
Mohrenapotheke im ehem. Kursächsischen Oberaufseherhaus

- Die Mohrenapotheke wurde 1817 im vormals kursächsischen Oberaufseherhaus eingerichtet.
- Millionenbrücke
- Das Haus des Verwalters vom Katharinenstiftgut wurde 1723 im Barockstil mit prächtigem Giebel, Mansarddach und stuckgeschmücktem Hauseingang erbaut.[69]
- Das Amtsgericht Eisleben wurde 1913 erbaut.

### Friedhöfe
- Der Kronenfriedhof, im Stil eines Camposanto, wurde 1533 als Erbbegräbnisstätte für reiche Eisleber Familien eingeweiht.
- Die Sowjetischen Friedhöfe sind Ruhestätte für 124 Kriegsgefangene und verschleppte Zivilpersonen.

### Denkmäler
Die Kulturdenkmale der Stadt befinden sich in der Liste der Kulturdenkmale in Lutherstadt Eisleben, die Bodendenkmale in der Liste der Bodendenkmale in Lutherstadt Eisleben.
- Das Lutherdenkmal wurde 1883 von Rudolf Siemering geschaffen und steht auf dem Marktplatz.
- Das Lenindenkmal wurde 1926 durch den russischen Bildhauer Matwei Maniser erschaffen und stand bis 1942 in Puschkin. Es wurde von der Wehrmacht zur Metallgewinnung nach Eisleben gebracht, jedoch nicht eingeschmolzen. So konnte es nach dem Krieg an prominentem Platz in Eisleben aufgestellt werden. Nach der Friedlichen Revolution hat man es 1991 entfernt, es befindet sich heute nach Restaurierung als Leihgabe im Deutschen Historischen Museum Berlin.
- Der Kamerad Martin, auch „Bergmannsroland“ genannt, ist die Symbolfigur der rechtlichen Unabhängigkeit der Neu- von der Altstadt Eisleben. Sie ist den Rolandsstatuen in Sachsen-Anhalt zuzurechnen.
- Der Carl-Eitz-Stein wurde zu Ehren des Pädagogen und Akustikers aufgestellt.
- Die Gedenkbäume sind zwei Reihen Linden, die am 17. März 1864 zum 50. Jahrestag der Völkerschlacht bei Leipzig gepflanzt wurden.
- Der Marathonläufer (1911) des Bildhauers Max Kruse erinnert an das Lehrerseminar, das sich von 1826 bis 1926 in Eisleben befand.

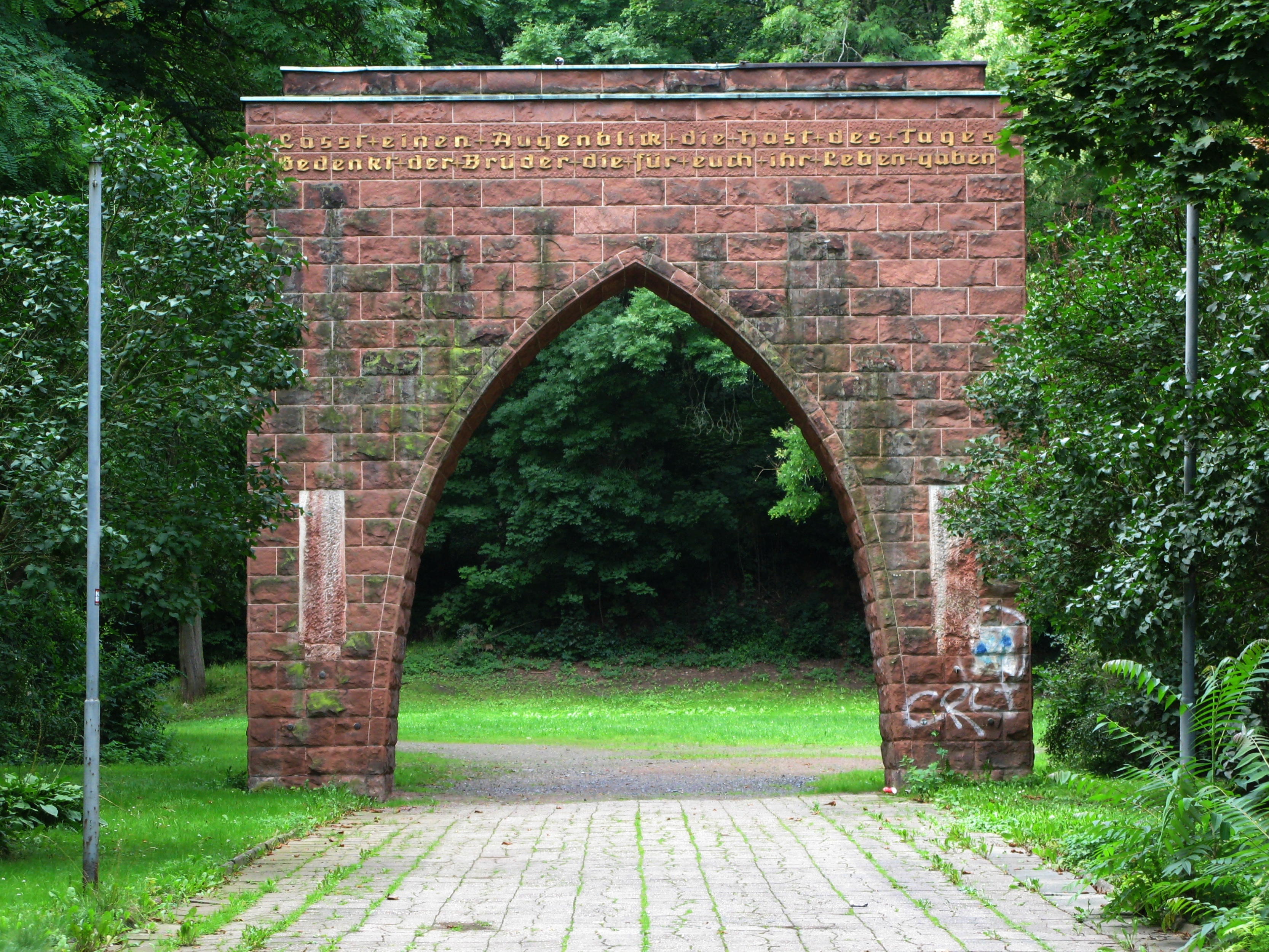
Tor der Mahnung im Stadtpark

- Das Tor der Mahnung im Stadtpark wurde vom Bildhauer Richard Horn zur Erinnerung an die Opfer des Ersten Weltkriegs entworfen und 1932 eingeweiht.
- Das Friedrich-Koenig-Denkmal erinnert an den Eisleber Erfinder der Schnellpresse Friedrich Koenig und wurde 1891 durch den Bildhauer Fritz Schaper geschaffen.
- Das Ernst-Leuschner-Denkmal wurde 1903 zum Andenken an den Oberberg- und Hüttendirektor Ernst Leuschner (1826–1898) durch den Bildhauer Carl Seffner erstellt.
- Das Vermessungsdenkmal Plümicke-Stein auf den Stadtterrassen, ehem. Bergschulgarten, wurde laut Inschrift Ante 1843 (= vor 1843) möglicherweise als Justiertisch für die Markscheider-Ausbildung der Bergschule Eisleben genutzt.
- Einheitsbäume im Kloster Helfta.

### Museen
- Martin Luthers Geburtshaus ist ein Stadtwohnhaus aus der Mitte des 15. Jahrhunderts, in dem Martin Luther am 10. November 1483 geboren wurde. Die Stadt richtete dort 1693 eine Erinnerungsstätte für Martin Luther und die Reformation ein. Damit ist Luthers Geburtshaus eines der ältesten Museen im deutschsprachigen Raum. Auf dem angrenzenden Gelände baute man 1817 anlässlich des 300. Jahrestages der Reformation ein eigenes Gebäude für die Unterbringung der Lutherschule. Seit 1997 gehören beide Gebäude zur Stiftung Luthergedenkstätten in Sachsen-Anhalt. 2007 wurden sie durch ein Verbindungsgebäude und ein Eingangsgebäude auf der gegenüberliegenden Straßenseite ergänzt.
- Die Lutherarmenschule, eine Stiftung des preußischen Königs Friedrich Wilhelm III, gehört zum Gebäudekomplex des Geburtshauses.
- Martin Luthers Sterbehaus ist ein spätgotisches Patrizierhaus und wurde etwa 1500 erbaut.
- Regionalgeschichtliche Sammlungen, auf den Bergrat Carl Friedrich Ludwig Plümicke Anfang des 19. Jahrhunderts zurückgehend. Besichtigung für Fachpublikum auf Anfrage, Fotos der Exponate werden sukzessiv online veröffentlicht.[70]

### Theater

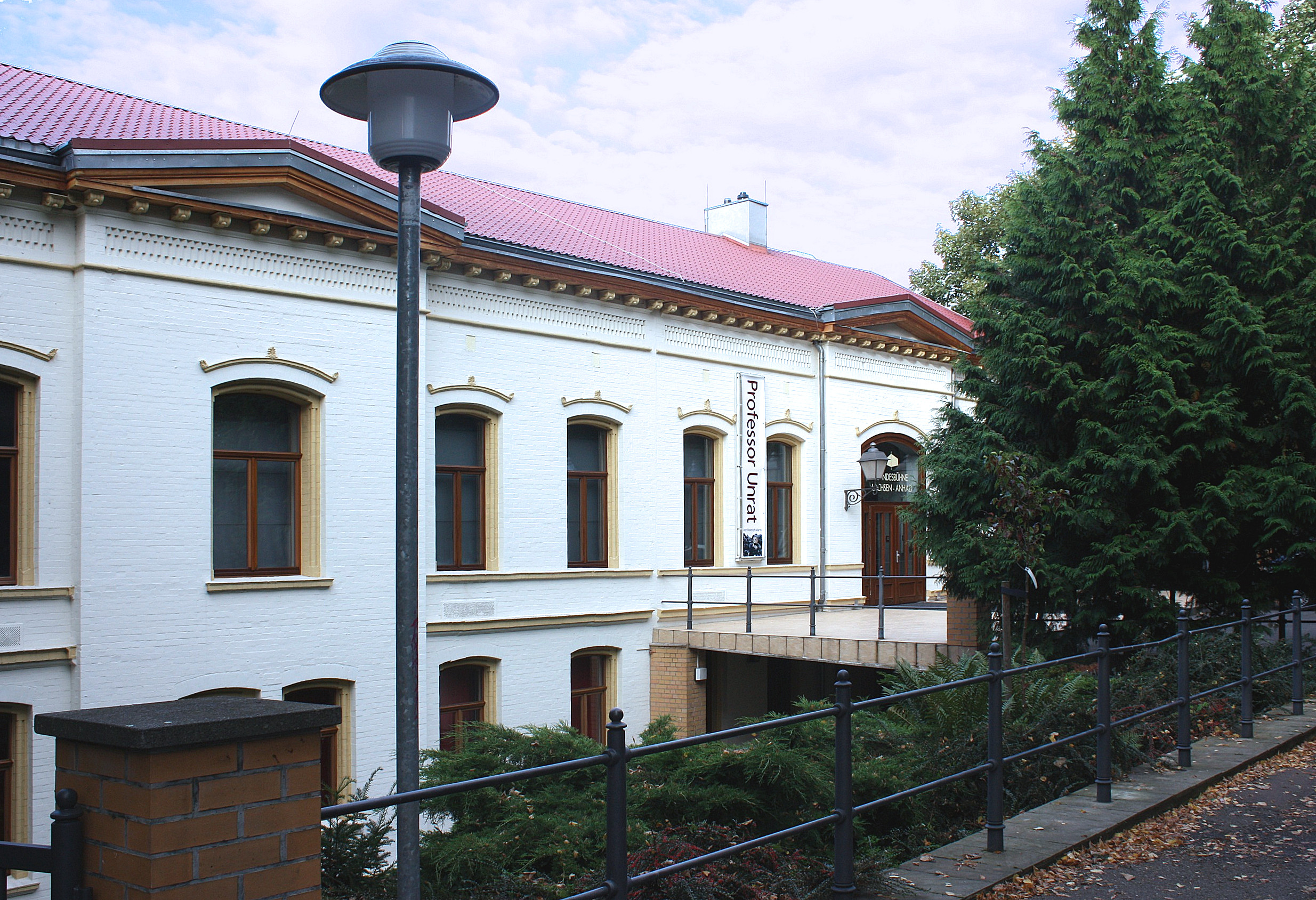
Theater

Das Theater Eisleben wurde am 13. Juli 1945 als erstes deutsches Nachkriegstheater gegründet und firmierte seit 1990 als Landesbühne Sachsen-Anhalt. Auf Grund einer massiven, mit zusätzlichen Auflagen verbundenen Kürzung der Förderung durch das Land Sachsen-Anhalt wird sich das Theater Eisleben künftig als Kulturwerk Mansfeld-Südharz auf die Kulturvermittlung konzentrieren. Ende 2018 korrigierte die Landesregierung – wohl auch die Folge von Protesten – die Kürzungen der Zuschüsse etwas. Für 2019 bis 2023 gibt es etwas mehr als fünf Prozent an Geld. Zudem übernimmt das Land höhere Personalkosten, soweit sie durch Tariferhöhungen bedingt sind.

### Regelmäßige Veranstaltungen

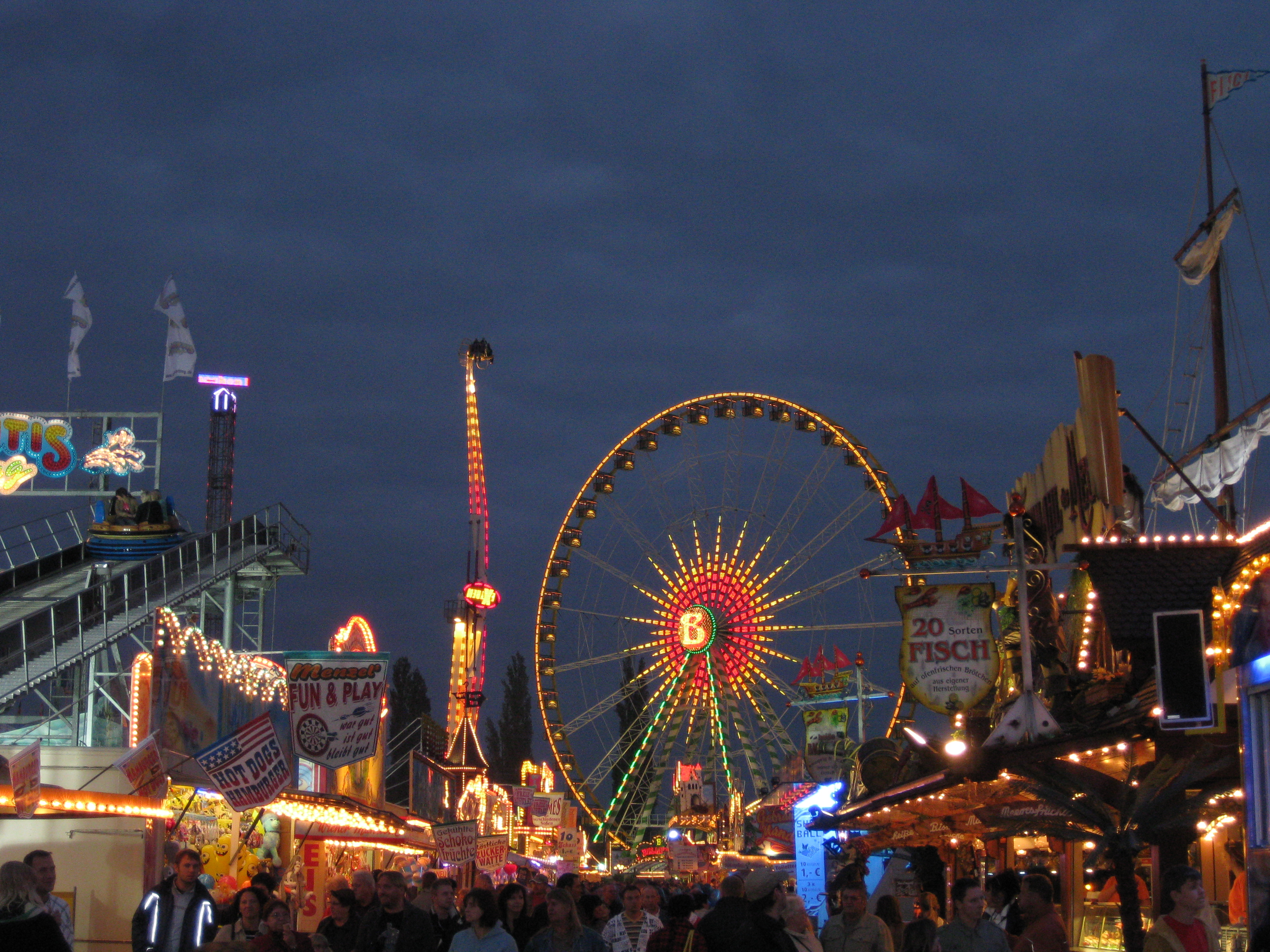
Eisleber Wiesenmarkt

- In der DDR fand seit Mitte der 1970er Jahre in Eisleben ein vom Mansfeld-Kombinat organisiertes Künstler-Pleinair statt.
- Der Eisleber Wiesenmarkt, das größte Volksfest Mitteldeutschlands,[73] findet an jedem 3. Wochenende im September statt und geht auf die Genehmigung durch Kaiser Karl V. für das Abhalten eines Vieh- und Ochsenmarktes aus dem Jahr 1521 zurück. Des Weiteren findet jedes Jahr die Frühlingswiese statt.
- Kulturnacht im Kloster Helfta

### Dialekt
Lutherstadt Eisleben liegt in einem Gebiet, in dem die Mansfäller Mundart gesprochen wird. Dieser Grenzdialekt zwischen dem Thüringischen und dem Obersächsischen Raum ist mit Variationen auch in den Dörfern der Umgebung hörbar. Die Kernstadt Eisleben liegt dabei innerhalb des Mansfeldischen in der Mundart des Eigentlich Mansfeldischen. Als Besonderheit kommen dabei in der Stadt leicht reinere Vokale vor als in der Umgebung. Früher gab es in den einzelnen Stadtvierteln von Eisleben leicht unterschiedliche Aussprachen. Dabei waren insbesondere die Mundarten der Altstadt und der Neustadt unterscheidbar.
Charakteristisch für das Eigentlich Mansfeldische sind u. a. die Lautverschiebungen von o zu u (Uhstern statt Ostern), ei zu ä (Bähne statt Beine), e zu i (sihre statt sehr) und äu zu ai (Baime statt Bäume). In der Literatur wird als Beispielsatz des Eigentlich Mansfeldischen in Eisleben genannt: Jch here uff dean einen Ohre jar nischt me (Ich höre auf dem einen Ohr gar nichts mehr).
In den Ortschaften Lutherstadt Eislebens ist hauptsächlich ebenfalls das Eigentlich Mansfeldische beheimatet. Im Gegensatz zur Kernstadt kommt dort jedoch eine leicht derbere Aussprache vor. Schon 1886 wurde angemerkt, dass der Dialekt der Region immer mehr verfälscht und vergessen wird.
Regionale Bekanntheit erhält die Mundart in jüngerer Zeit durch das Eisleber Comedyduo Elsterglanz, das mit Sketchen im Dialekt der Stadt auftritt. Sogar zwei Kinofilme wurden gedreht.

## Wirtschaft und Infrastruktur

### Wirtschaft

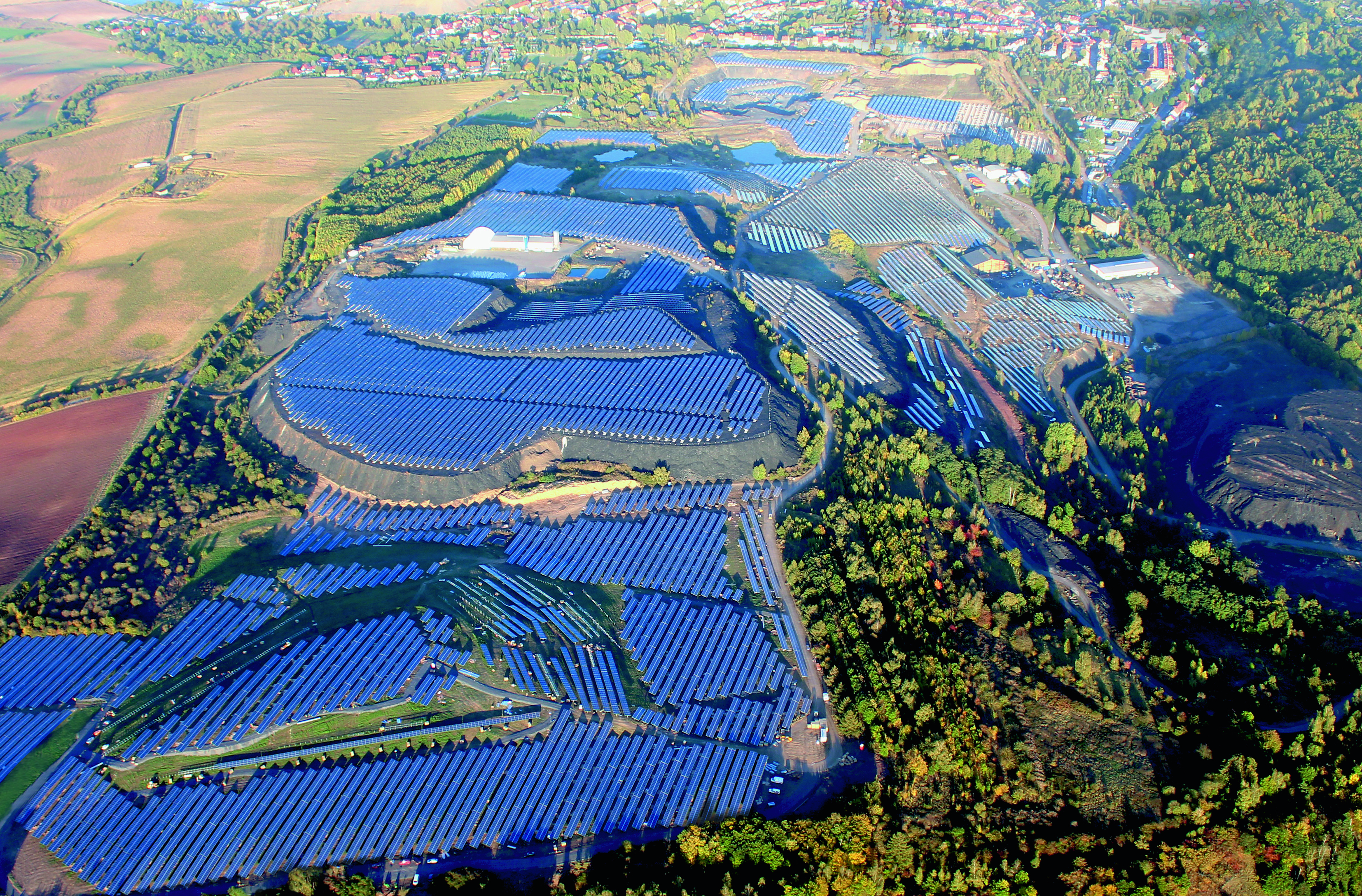
Solarpark auf der Industriebrache Krüghütte

Der Landkreis Mansfeld-Südharz, in dem die Lutherstadt Eisleben zentral liegt, zählt zu den strukturschwächsten Regionen in Deutschland. Im Zukunftsatlas 2022 belegte der Landkreis mit Platz 400 von 400 Landkreisen den letzten Platz. Die einst bedeutende Montanindustrie ist seit der Wende abgewickelt. In einer Aufstellung der 100 mitarbeiterstärksten Unternehmen in Sachsen-Anhalt der Nord/LB befindet sich mit der ARYZTA-Großbäckerei ein einziges Unternehmen aus Eisleben. Die Liste enthält Unternehmen mit mindestens 309 Mitarbeitern.
Zur Förderung der Wirtschaftsentwicklung hat die Stadt Eisleben nach der Wende neue Gewerbegebiete ausgewiesen. Diese befinden sich nördlich und östlich von Helfta sowie an der Landesstraße in Richtung Querfurt. Ein weiteres Gewerbegebiet befindet sich in der Ortschaft Rothenschirmbach an der Bundesautobahn 38. In den Gewerbegebieten hat sich kleineres produzierendes Gewerbe, Handwerk und Handel niedergelassen.
Um Eisleben werden seit ein paar Jahren Anlagen für die Erzeugung erneuerbarer Energien errichtet. Darunter ist insbesondere der Solarpark Krughütte zu nennen. Es gibt kleinere Windparks bei Polleben und Volkstedt. Die Stadt strebt die Errichtung eines Clusters für erneuerbare Energien zusammen mit der Gemeinde Helbra an.
Die Wiederaufnahme der Montanindustrie wird seit der Wende wiederkehrend diskutiert. Darunter zählen neben der Wiederaufnahme des Bergbaus die Verwertung der großen Abraumhalden, die noch relevante Gehalte an Wertstoffen aufweisen. Manchmal wird eine Verwertung der Grubenwässer mittels Elektrolyse diskutiert, die sich aus den alten Entwässerungsstollen in die Vorfluter ergießen. Wenngleich die Annahme einer neuen Wirtschaftlichkeit des Kupferschieferbergbaus bei steigenden Weltmarktpreisen plausibel ist, ist in den über 30 Jahren der Diskussion keine neue wirtschaftliche Aktivität entstanden.

### Verkehr

#### Straßenverkehr
Östlich von Eisleben endet der östliche Abschnitt der Bundesstraße 80 an Kreuzung mit der Bundesstraße 180. Letztere wurde in den 2000er Jahren aus der Stadt heraus auf eine ca. 15 km lange Ortsumfahrung verlegt. In westlicher Richtung wurde die B 80  entwidmet und wird heute als Landesstraße 151 über Sangerhausen in Richtung Nordhausen geführt. Südlich der Stadt befindet sich die Anschlussstelle „Eisleben“ der Bundesautobahn 38 an der Ortsumfahrung der Bundesstraße 180.
Das Straßennetz der Kernstadt Eislebens selbst besteht aus drei Tangenten von Durchgangsstraßen. Eine verläuft nordwestlich durch die Neustadt, eine tangiert östlich die Altstadt und eine verläuft im Süden durch die gründerzeitlichen Vororte. Von diesen Tangenten zweigen in alle Himmelsrichtungen die Ausfallstraßen der Stadt ab. Das restliche Stadtgebiet wird überwiegend von Anwohnerstraßen erschlossen. Teilweise sind diese noch mit altem Straßenpflaster aus preußischer Zeit befestigt, so z. B. in der Neustadt. Die meisten Straßen sind mittlerweile asphaltiert. Fahrradwege existieren nur vereinzelt an den Ausfallstraßen, so z. B. an der Halleschen Straße oder an der Magdeburger Straße.
In der Altstadt gibt es einen verkehrsberuhigten Bereich auf dem Marktplatz und in der Sangerhäuser Straße. Dabei handelt es sich nicht ausdrücklich um eine Fußgängerzone.

#### Eisenbahnverkehr

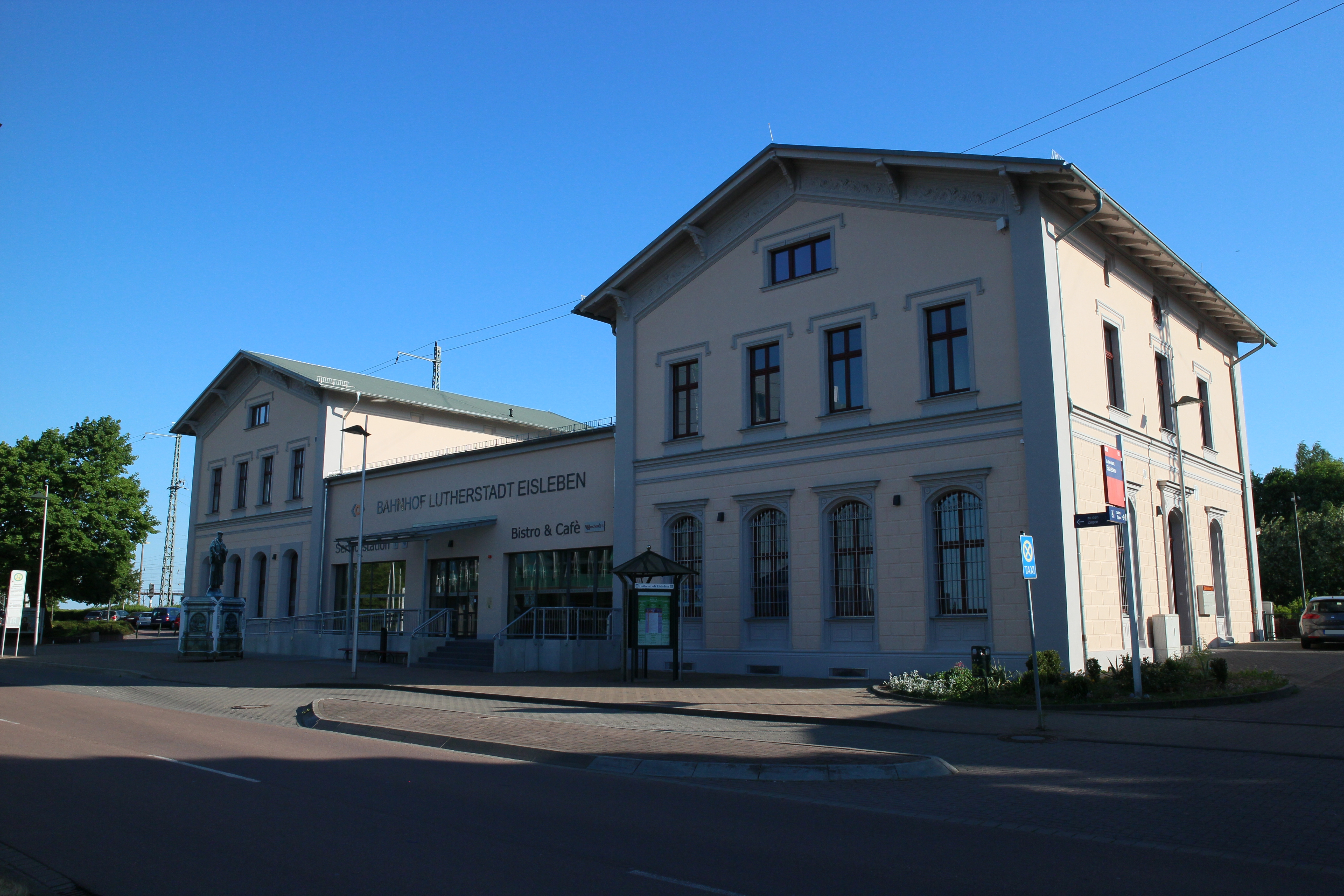
Bahnhof

Am 1865 errichteten Bahnhof der Stadt nahe der Rathenaustraße halten stündlich die Linien RE8/RE9 Halle–Leinefelde–Kassel und die S7 Halle–Lutherstadt Eisleben auf der Bahnstrecke Halle–Hann. Münden. Das Gebäude wurde mit Blick auf das Reformationsjubiläum 2017 seit Dezember 2015 durch eine 2013 gegründete private Genossenschaft renoviert. Wer Mitglied werden will, muss einen Anteil von mindestens 200 Euro entrichten. Weitere Mittel kommen von der Nahverkehrsservice Sachsen-Anhalt, der Abellio Rail Mitteldeutschland und der Stadt. Er ist der bisher einzige Bahnhof in Sachsen-Anhalt, der von einer Genossenschaft saniert wurde.

#### Busverkehr
Der öffentliche Personennahverkehr wird unter anderem durch den PlusBus des Landesnetzes Sachsen-Anhalt erbracht. Folgende Verbindungen führen ab Lutherstadt Eisleben:
- Linie 410: Lutherstadt Eisleben ↔ Volkstedt ↔ Siersleben ↔ Hettstedt ↔ Aschersleben
- Linie 420: Lutherstadt Eisleben ↔ Benndorf ↔ Klostermansfeld ↔ Mansfeld ↔ Hettstedt
- Linie 700: Lutherstadt Eisleben ↔ Bischofrode ↔ Rothenschirmbach ↔ Querfurt

Der städtische und regionale Busverkehr wird von der Verkehrsgesellschaft Südharz mbH durchgeführt. Am Klosterplatz befindet sich der zentrale Omnibusbahnhof der Stadt, der ab 2013 umfangreich umgebaut wurde.

#### Ehemalige Straßenbahn
Zwischen den Jahren 1900 und 1920 verkehrte in Eisleben die Elektrische Kleinbahn Mansfeld als Straßenbahn. Ab dem Marktplatz gab es vier Streckenäste, zum Neuen Friedhof, nach Helfta, zum Bahnhof und nach Wimmelburg. Von letzterem aus führte eine Strecke weiter über den Mansfelder Grund bis nach Klostermansfeld, Mansfeld und über das Wipper-Tal nach Hettstedt. Von der Elektrischen Kleinbahn sind heute nur noch vereinzelte Überreste zu finden, wie alte Oberleitungsmasten und ein als Fahrradweg umgenutzter Bahndamm entlang der Halleschen Straße.

### Bildung

#### Bildungseinrichtungen
- Martin-Luther-Gymnasium Eisleben

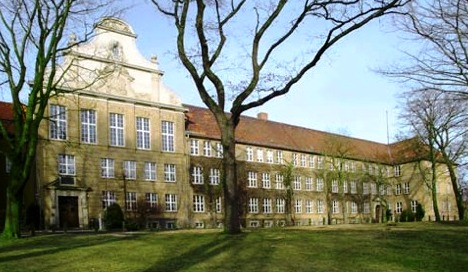
Martin-Luther-Gymnasium

- Katharinenschule (1960–1994 POS John Schehr)
- Thomas-Müntzer-Schule (Grundschule)
- Grundschule am Schlossplatz
- Grundschule Torgartenstraße
- Grundschule Geschwister-Scholl
- Berufsschule Mansfeld-Südharz

#### Ehemalige Bildungseinrichtungen
- Königliches Lehrerseminar

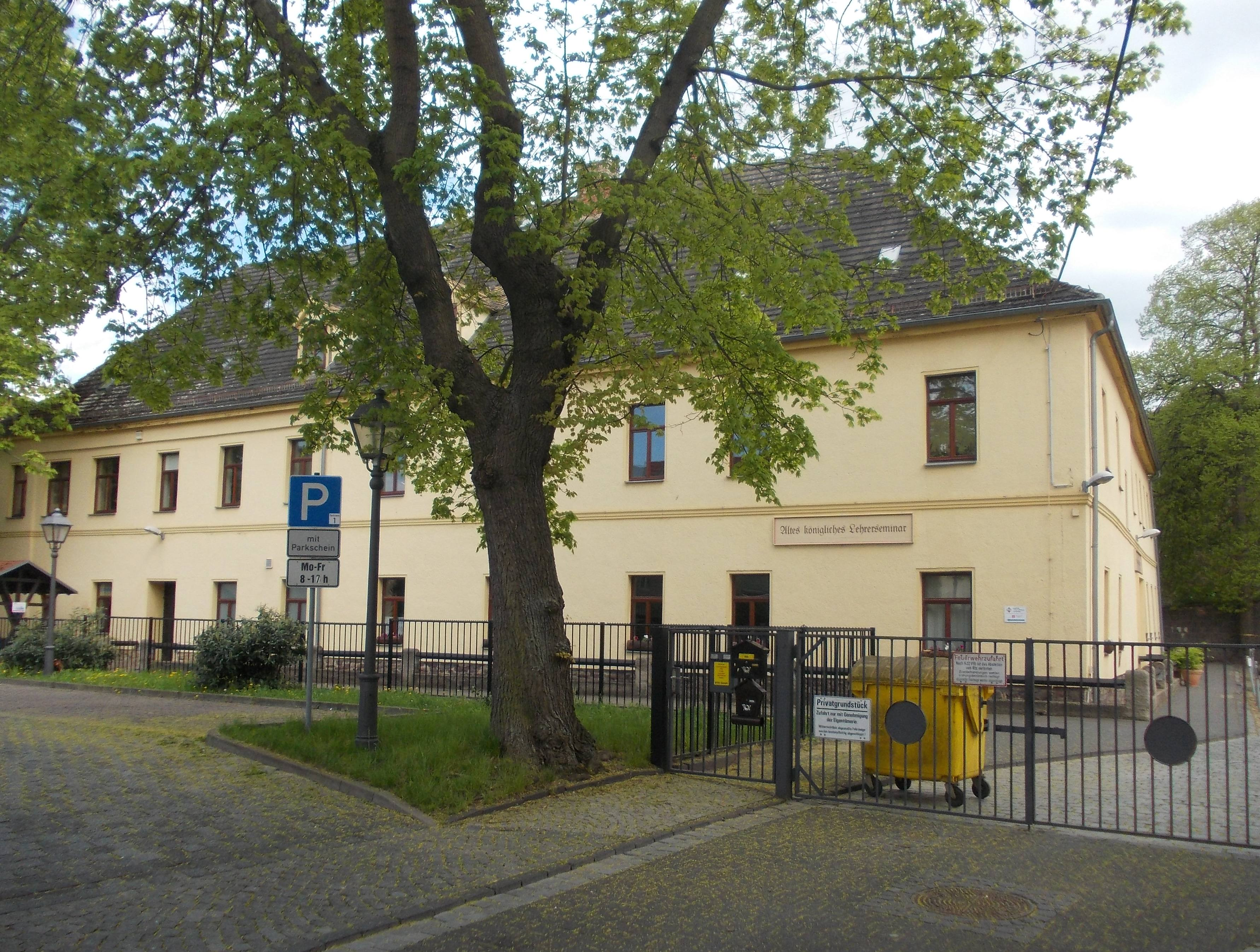
Königliches Lehrerseminar

- Bergschule Eisleben später Ingenieurschule Eisleben
- Gymnasium an der Bergmannsallee (jetzt zum Martin-Luther-Gymnasium gehörend)
- Grabenschule (jetzt zur Katharinenschule gehörend)
- Sekundarschule am Rühlemannplatz

### Sport
- Der Mansfelder SV Eisleben ist ein Sportverein aus der Lutherstadt Eisleben. Die Sportstätte ist der 5000 Zuschauer fassende Städtische Sportplatz mit zwei Rasen- und einem Kunstrasenplatz und einer überdachten Tribüne.
- Der KAV Mansfelder Land ist ein Verein aus der Stadt und trat von 2013 bis 2015 in der 1. Ringer-Bundesliga an.